# Museu d'Art de Columbus
El Museu d'Art de Columbus (Columbus Museum of Art - CMA) és un museu d'art al centre de Columbus, Ohio. Creat el 1878 com a Columbus Gallery of Fine Arts (el seu nom fins al 1978), va ser el primer museu d'art a registrar-se a l'estat d'Ohio. El museu recull i exposa art modern i Art contemporani, art del vidre i fotografia. El museu està dirigida per la directora executiva Nannette Maciejunes des de 2003.

## Història

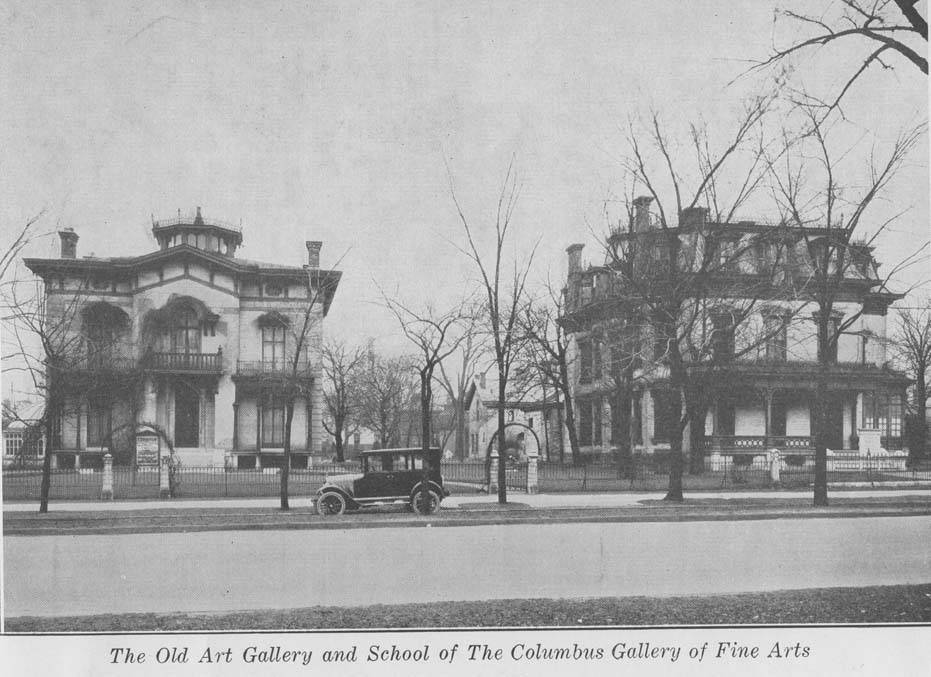
La casa Sessions i les cases William Monypeny, que acullen el museu d'art (esquerra) i l'escola d'art Columbus (dreta)

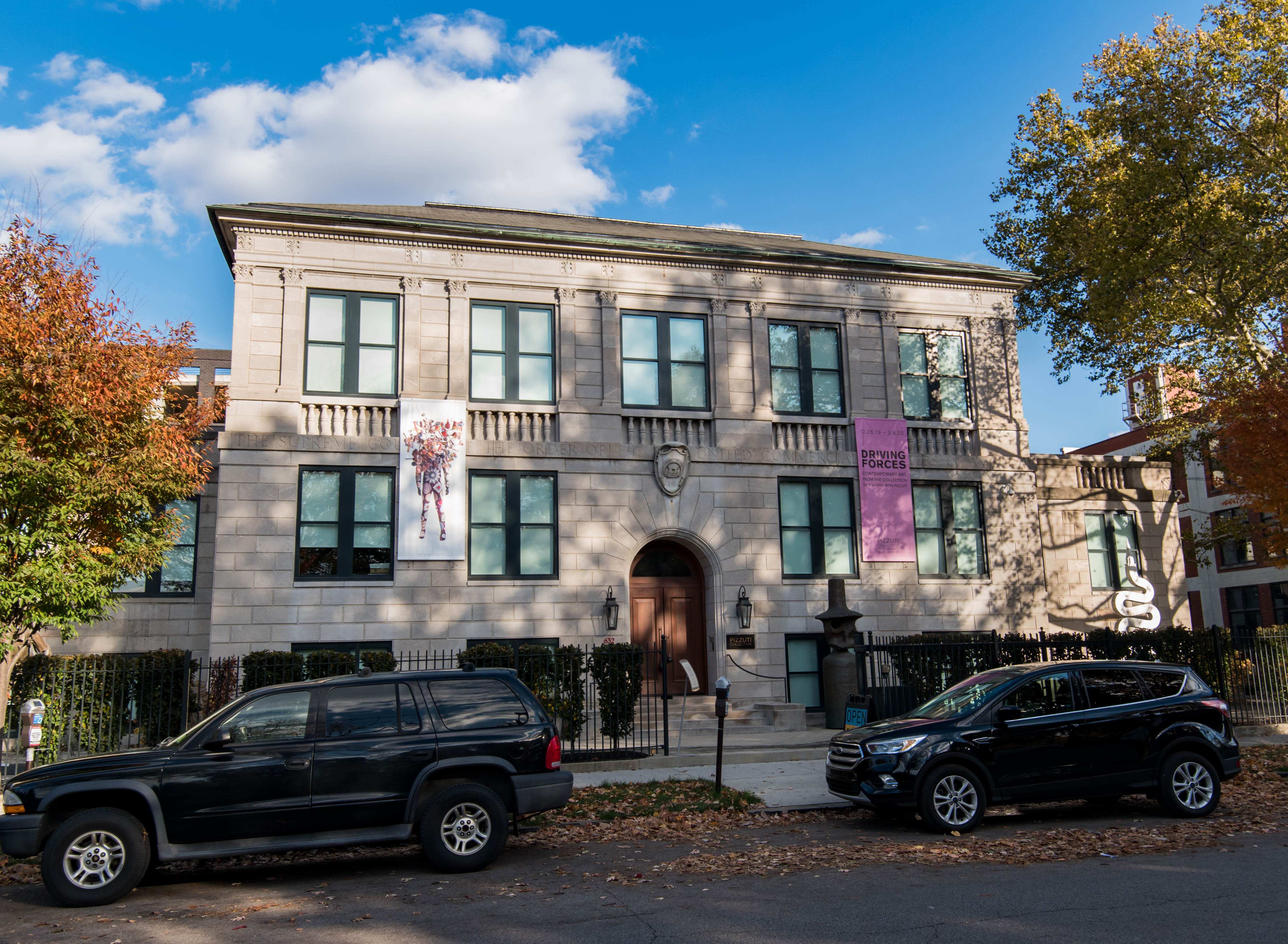
Col·lecció Pizzuti

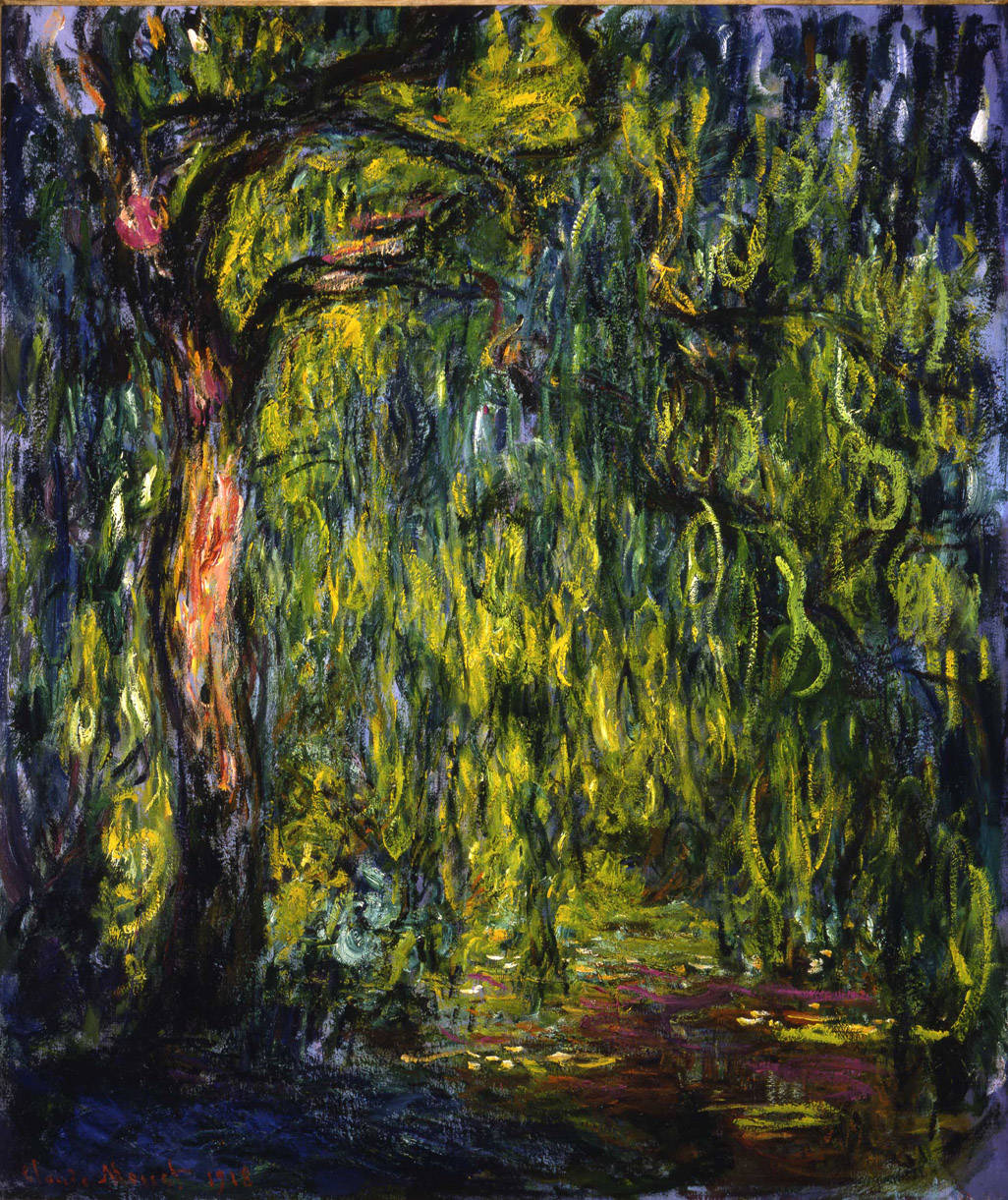
Claude Monet, Salze plorant, 1918

El CMA es va fundar l'any 1878 com a Columbus Gallery of Fine Arts. A partir de 1919, es va allotjar a la casa Francis C. Sessions, fundador de l'Escola d'Art Columbus (més tard coneguda com a Col·legi d'Art i Disseny de Columbus (CCAD). Sessions va cedir la mansió i la propietat al museu d'art, que hi va funcionar fins al 1923. La casa va ser enderrocada, amb l'actual museu construït al seu solar. El Beaton Hall del CCAD inclou elements de l'entrada de la casa Sessions.
L'edifici actual es va construir al mateix solar des de l'any 1929 fins al 1931, inaugurant-se el 22 de gener de 1931. L'any 1974, es va afegir una estructura visualment discreta a la part posterior de l'edifici. L'edifici del museu va ser afegit al Registre Nacional de Llocs Històrics el 19 de març de 1992, sota el seu nom original.
El Columbus Museum of Art va començar una reconstrucció i una ampliació massives el 2007. El primer espai nou es va inaugurar l'1 de gener de 2011, després de 13 mesos de construcció. L'espai, anomenat Centre de Creativitat, té 1.700 m², espai que inclou galeries, zones de reunió i espais per a tallers que permeten als visitants participar en activitats pràctiques. El 25 d'octubre de 2015, la nova ala Margaret M. Walter es va obrir al públic, afegint 50.000 peus quadrats i 40.000 peus quadrats de renovació important al Museu. L'ala Margaret M. Walter va ser dissenyada per Michael Bongiorno de la firma d'arquitectura DesignGroup, amb seu a Columbus.
El setembre de 2018, la Col·lecció Pizzuti, un museu del Short North, va ser donada a la CMA, juntament amb part de la seva col·lecció. El museu va obrir com a part del Museu d'Art de Colom aquell any. El museu i la seva sucursal de la Col·lecció Pizzuti van tancar temporalment a partir del març de 2020 a causa de la pandèmia de coronavirus de 2020.
El Columbus Museum of Art forma part de la Xarxa de Museus Monuments Men and Women, posada en marxa el 2021 per la Fundació Monuments Men per a la Preservació de l'Art.

## Disseny i arquitectura de l'edifici Ross
L'edifici del museu de 1931, avui conegut com a Edifici Elizabeth M. i Richard M. Ross, va ser dissenyat en l'estil del Segon Renaixement pels arquitectes de Colom Richards, McCarty i Bulford. Té un fonament de formigó, murs de pedra calcària i formigó, i una coberta de coure truncada. L'edifici és horitzontal, de dos pisos d'alçada, i té una estructura central avançada diversos metres davant les seves dues ales. Les ales presenten grans frisos de pedra calcària, conjuntament coneguts com a Fris Frederick W. Schumacher o Masters of Art. L'obra, de Robert Ingersoll Aitken, representa 68 artistes des del 490 aC fins al 1925 dC.
L'entrada principal original consta de tres portals d'arc a l'interior. La façana aquí inclou motllures decoratives, claus de volta, medallons d'ull de bou i cordons de pedra. Damunt dels arcs penjava un fris, amb el nom de "Columbus Gallery of Fine Arts". Un conjunt de setze graons de pedra calcària condueix a la vorera, flanquejada per dos fanals d'estil italià.
El Centre de Creativitat, al primer pis del museu, inclou un Saló de la Creativitat, l'Estudi, la Sala Meravella, la Galeria Big Idea i una Galeria Oberta.

### Galeria

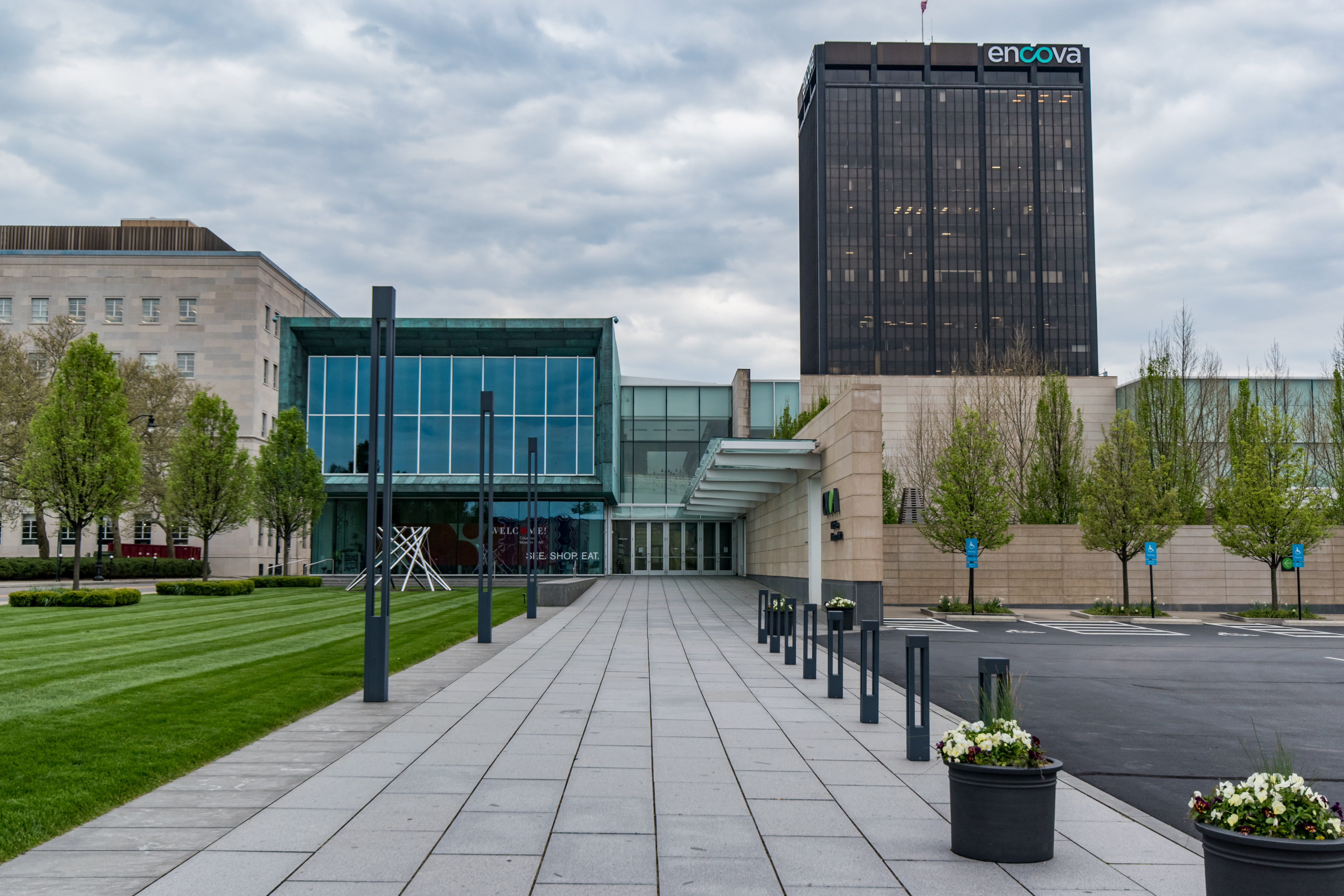
Entrada actual del museu
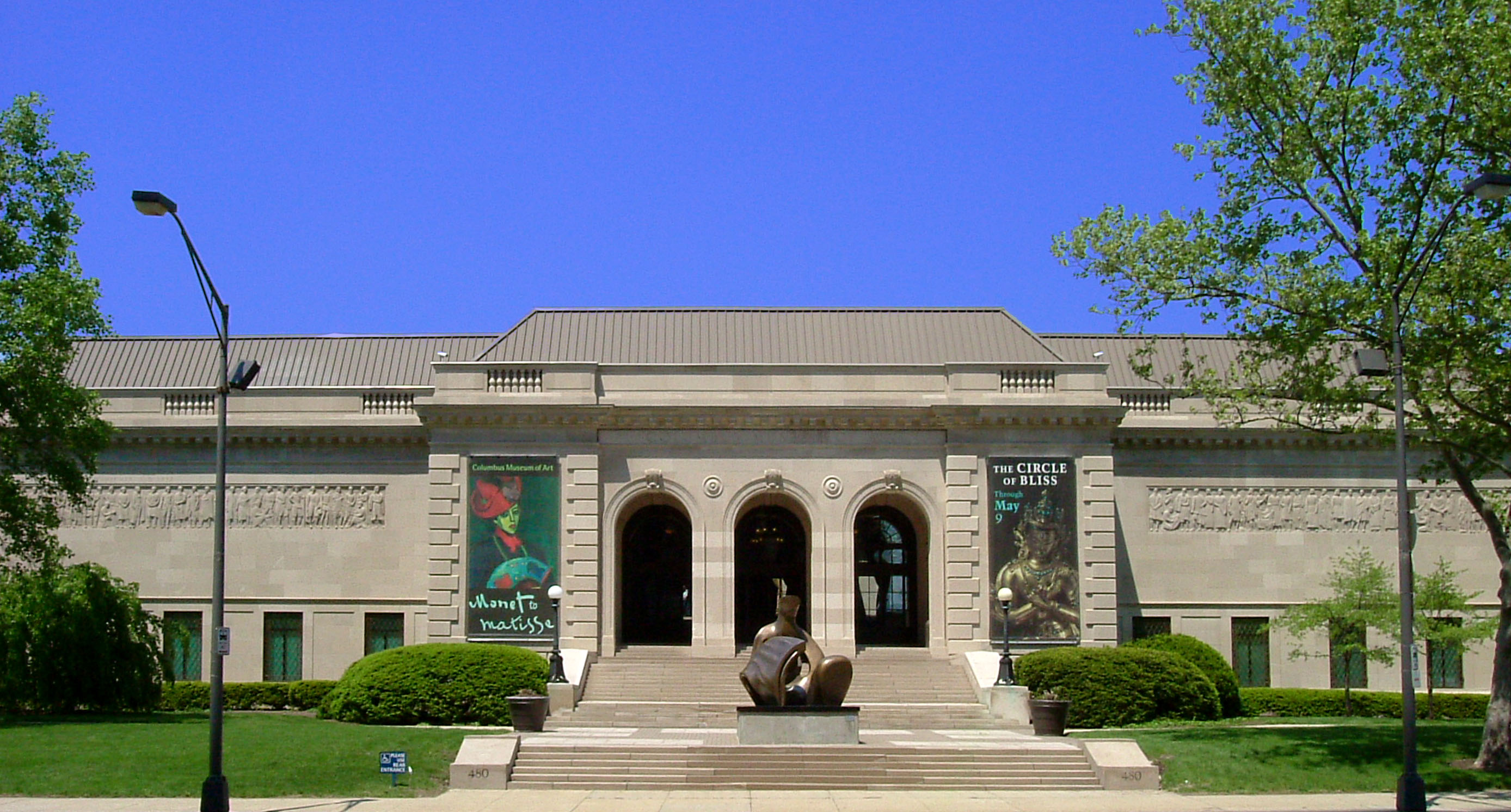
L'edifici Ross, construït el 1931
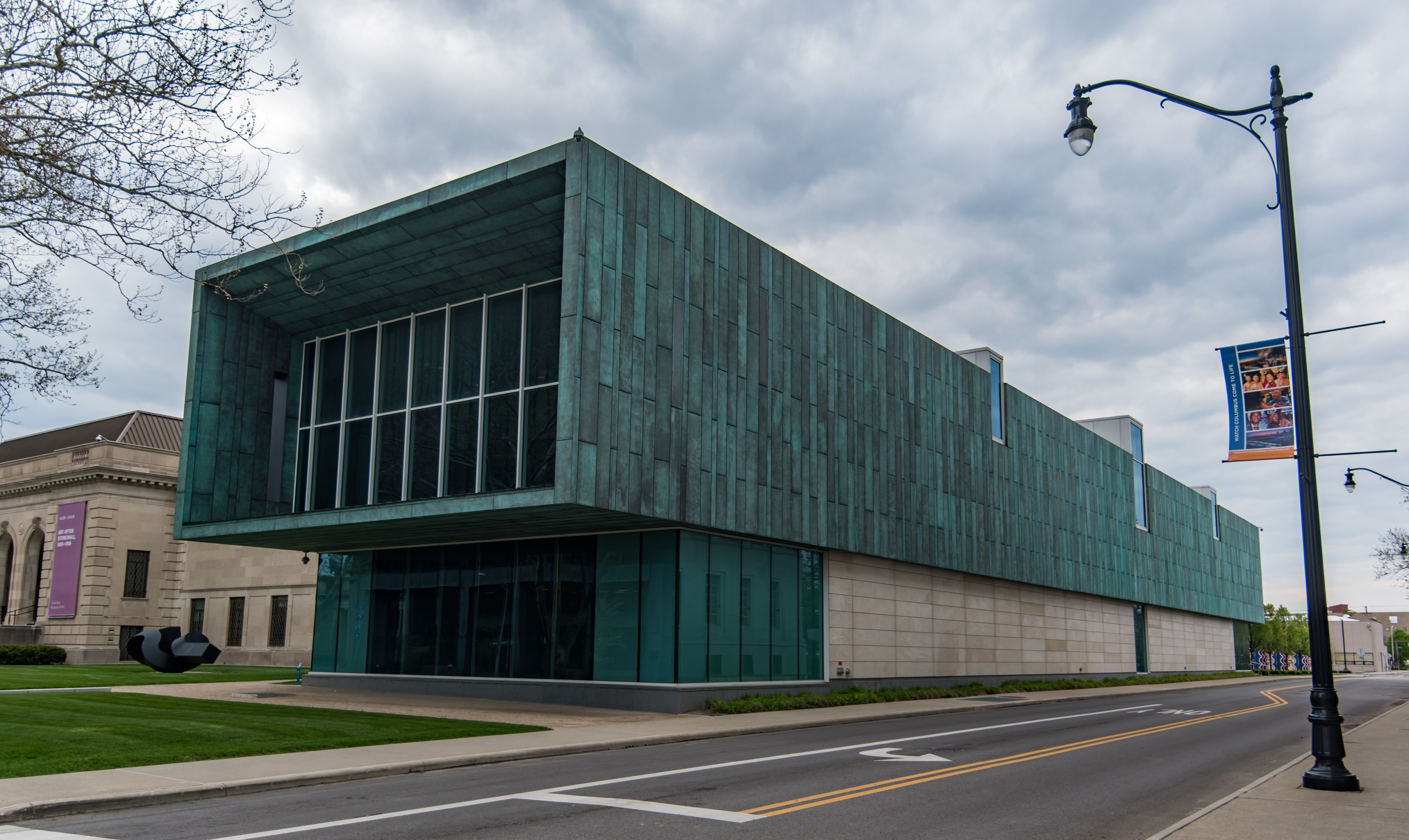
El Walter Wing, construït el 2015

## Col·leccions
La col·lecció permanent inclou obres d'art modernes estatunidenques i europees de la fi del segle xix i principi del XX. Les principals col·leccions inclouen la col·lecció Ferdinand Howald de primeres pintures modernistes, la col·lecció Sirak d'obres impressionistes i expressionistes, la col·lecció Photo League i la col·lecció Philip i Suzanne Schiller d'art.
Destaquen primeres pintures cubistes de Pablo Picasso i Juan Gris, les obres de François Boucher, Paul Cézanne, Mary Cassatt, Jean Auguste Dominique Ingres, Edgar Degas, Henri Matisse, Claude Monet, Edward Hopper, i Norman Rockwell, i instal·lacions de Mel Susan Kuelz.
Les escultures: Hare on Ball and Claw, Intermediate Model for the Arch, Out of There, The Family of Man: Figure 2, Ancestor II, The Mountain, Three-Piece Reclining Figure: Draped 1975, Two Lines Up Excentric Variation VI, Wasahaban.

## Seleccions de la col·lecció permanent

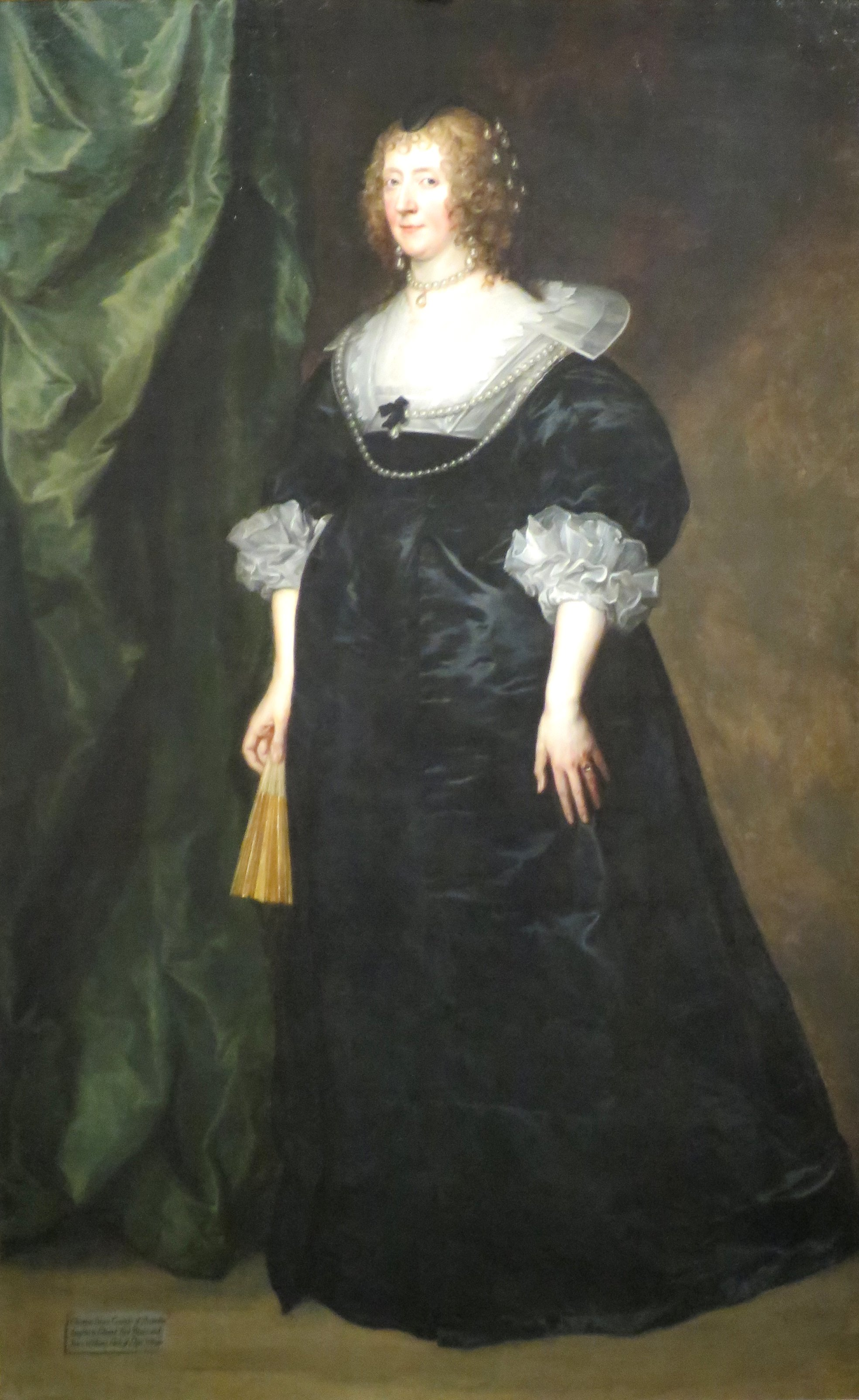
Anthony van Dyck, Christian Bruce, 1635
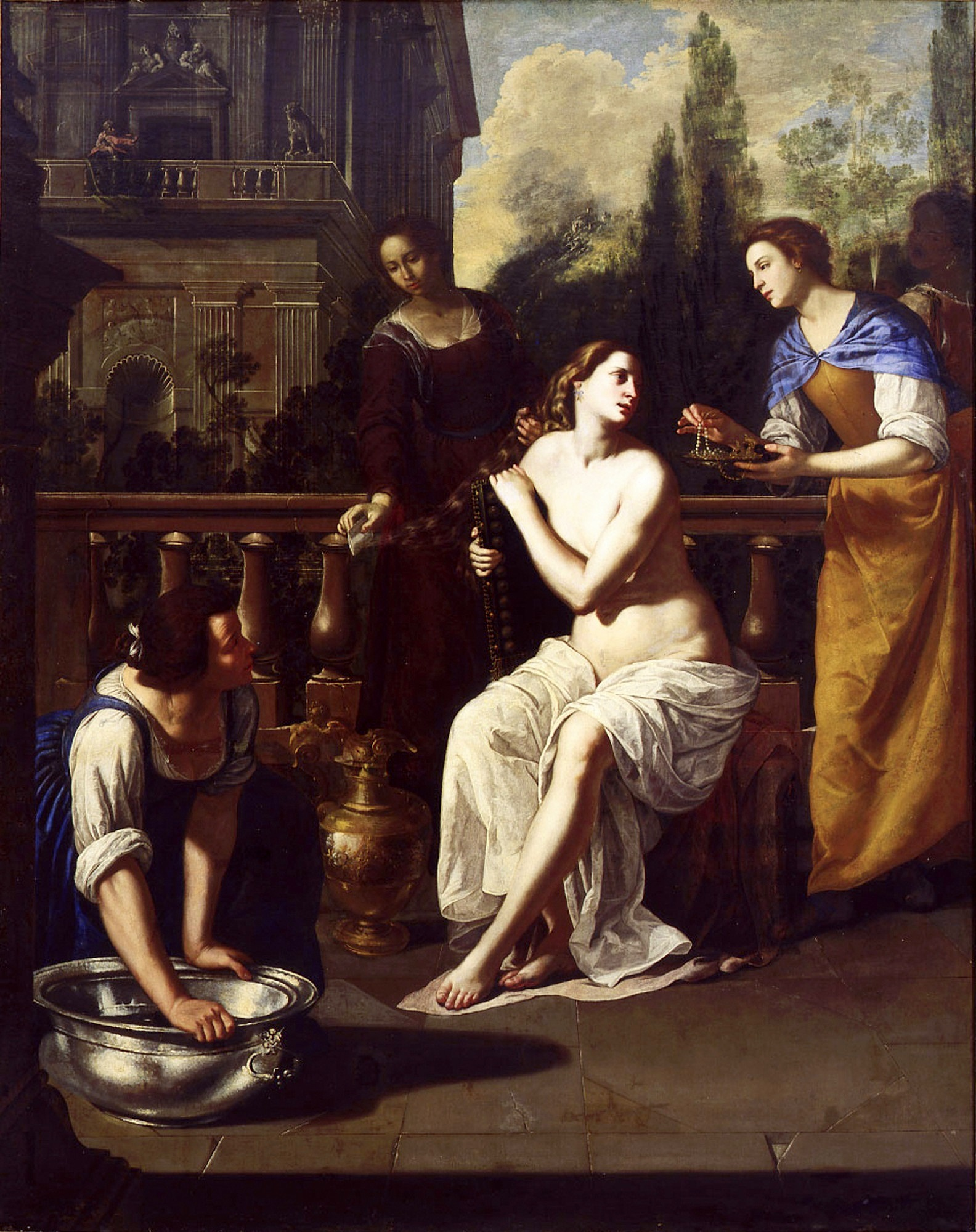
Artemisia Gentileschi, David and Bathsheba, c. 1610-1675
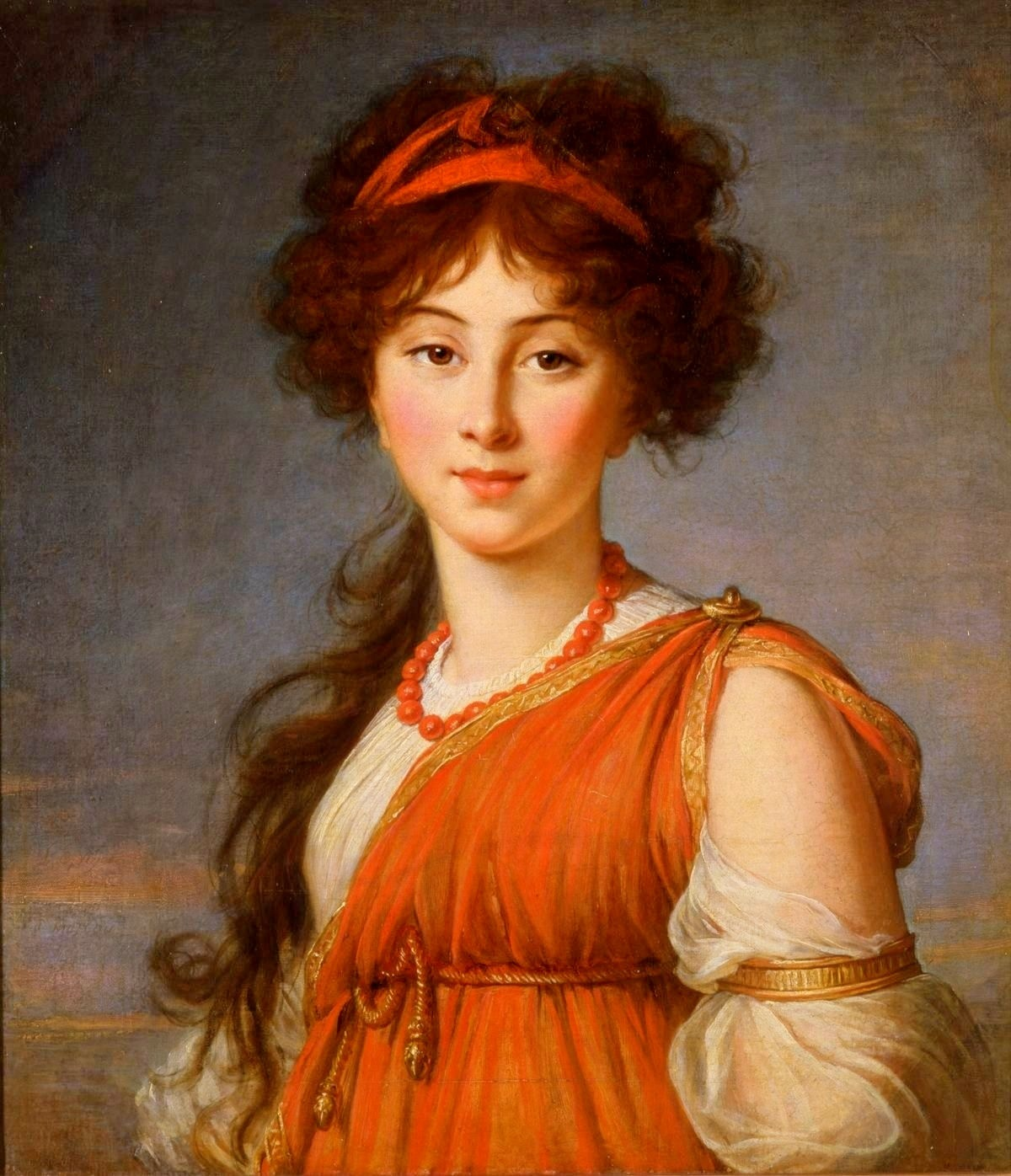
Elisabeth Vigée-Lebrun, Varvara Naryshkina, 1800
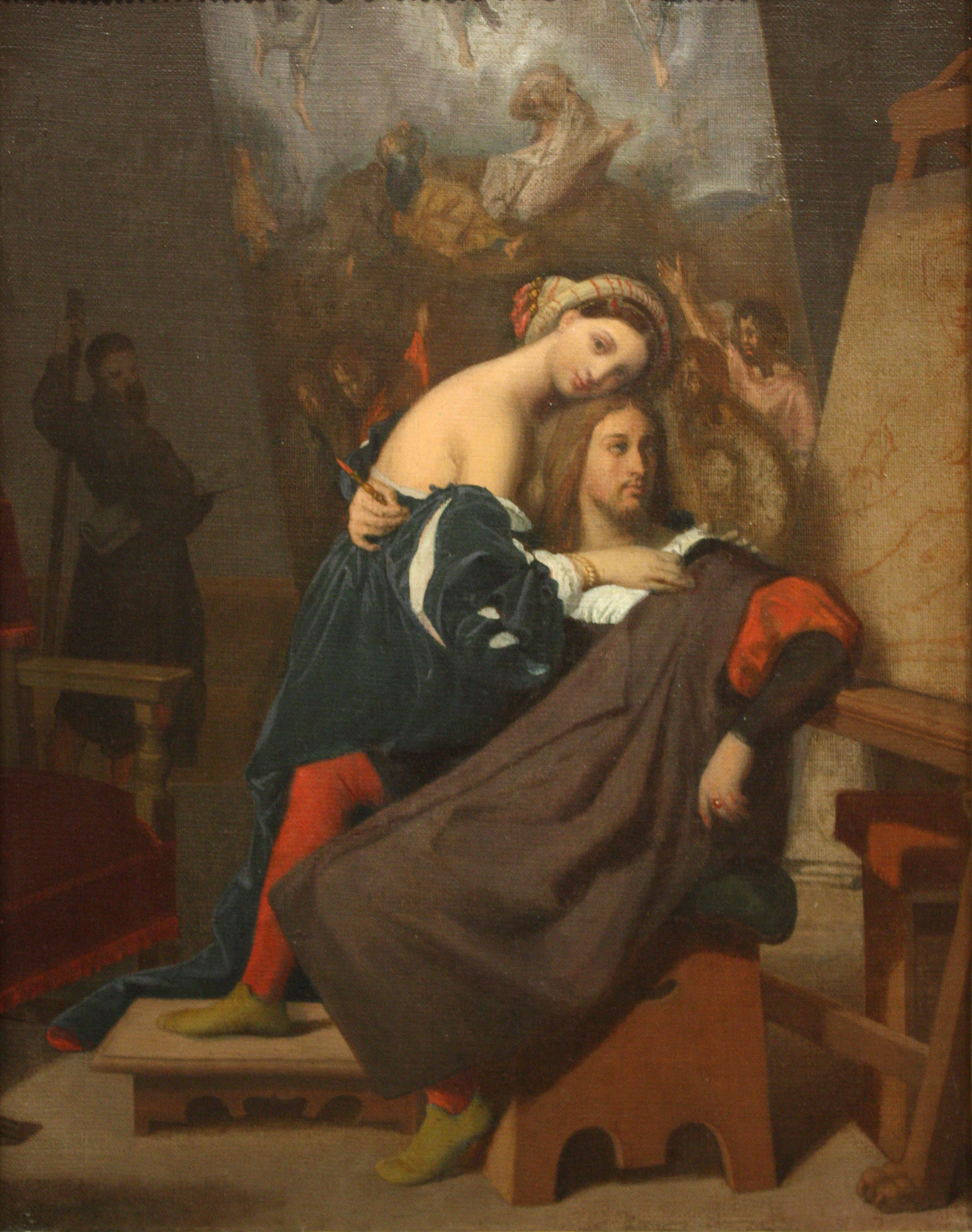
Jean-Auguste-Dominique Ingres, Raphael and the Baker's Daughter, 1840
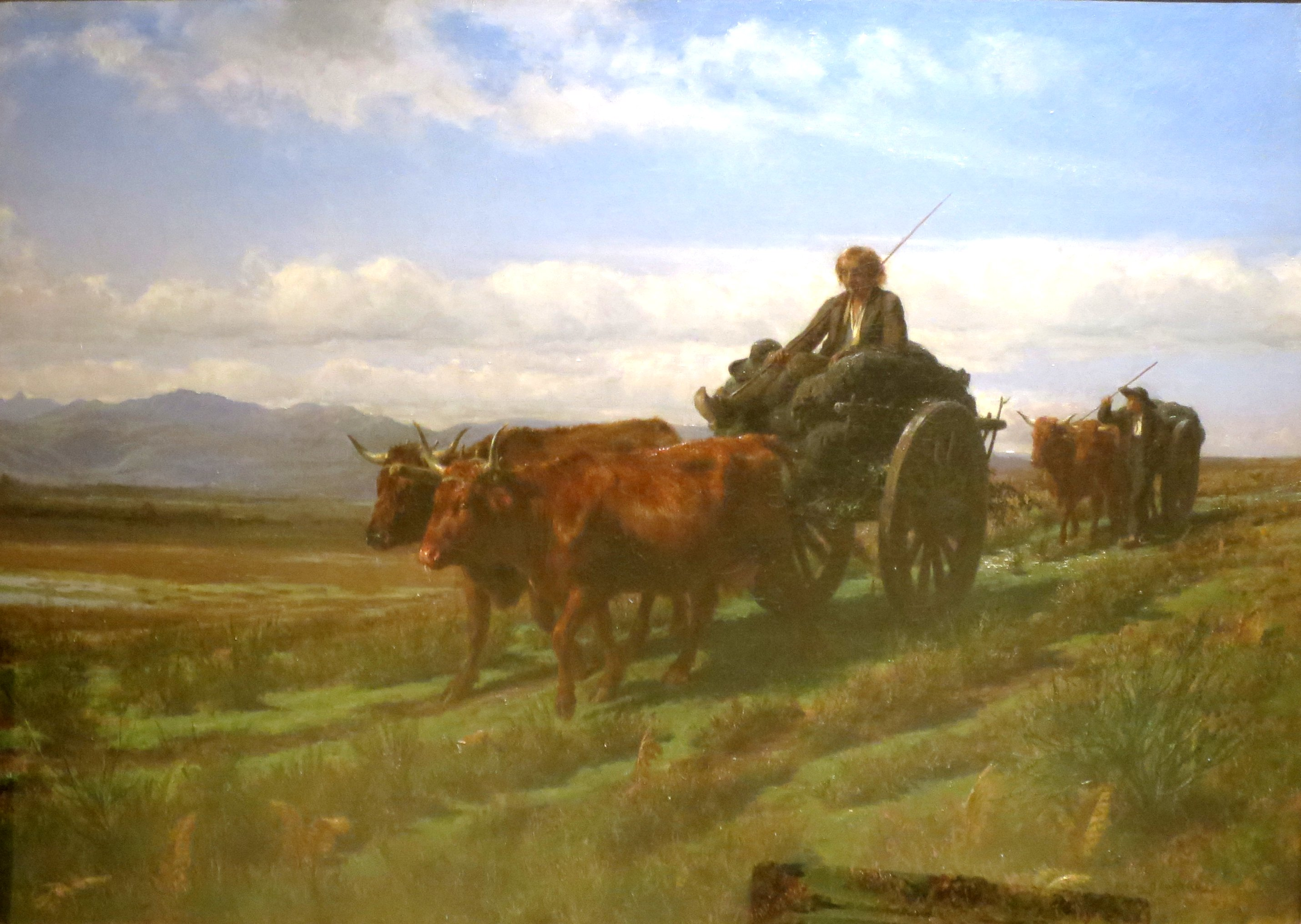
Rosa Bonheur, The Coal Carriers, 1851
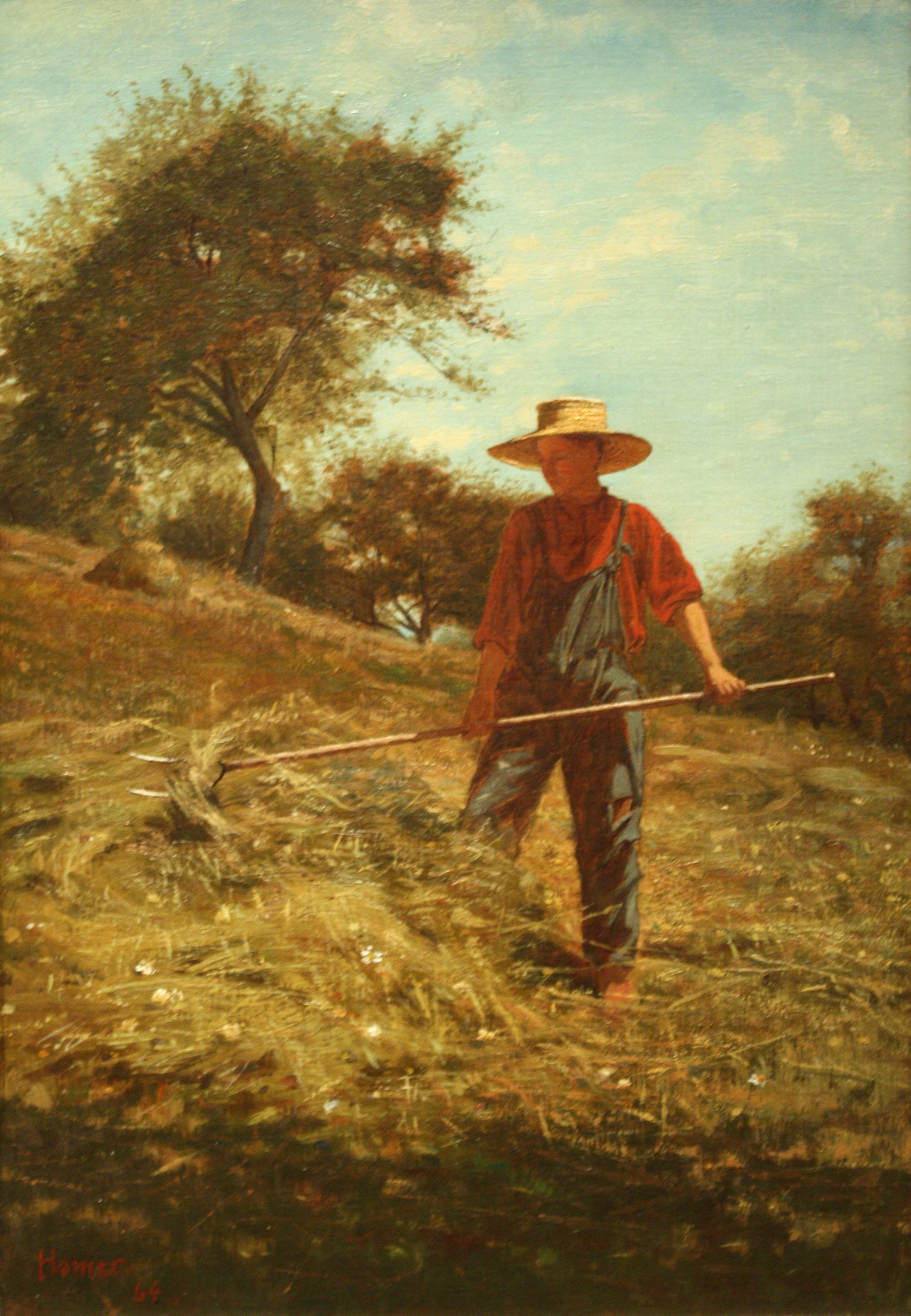
Winslow Homer, Haymaking, 1864
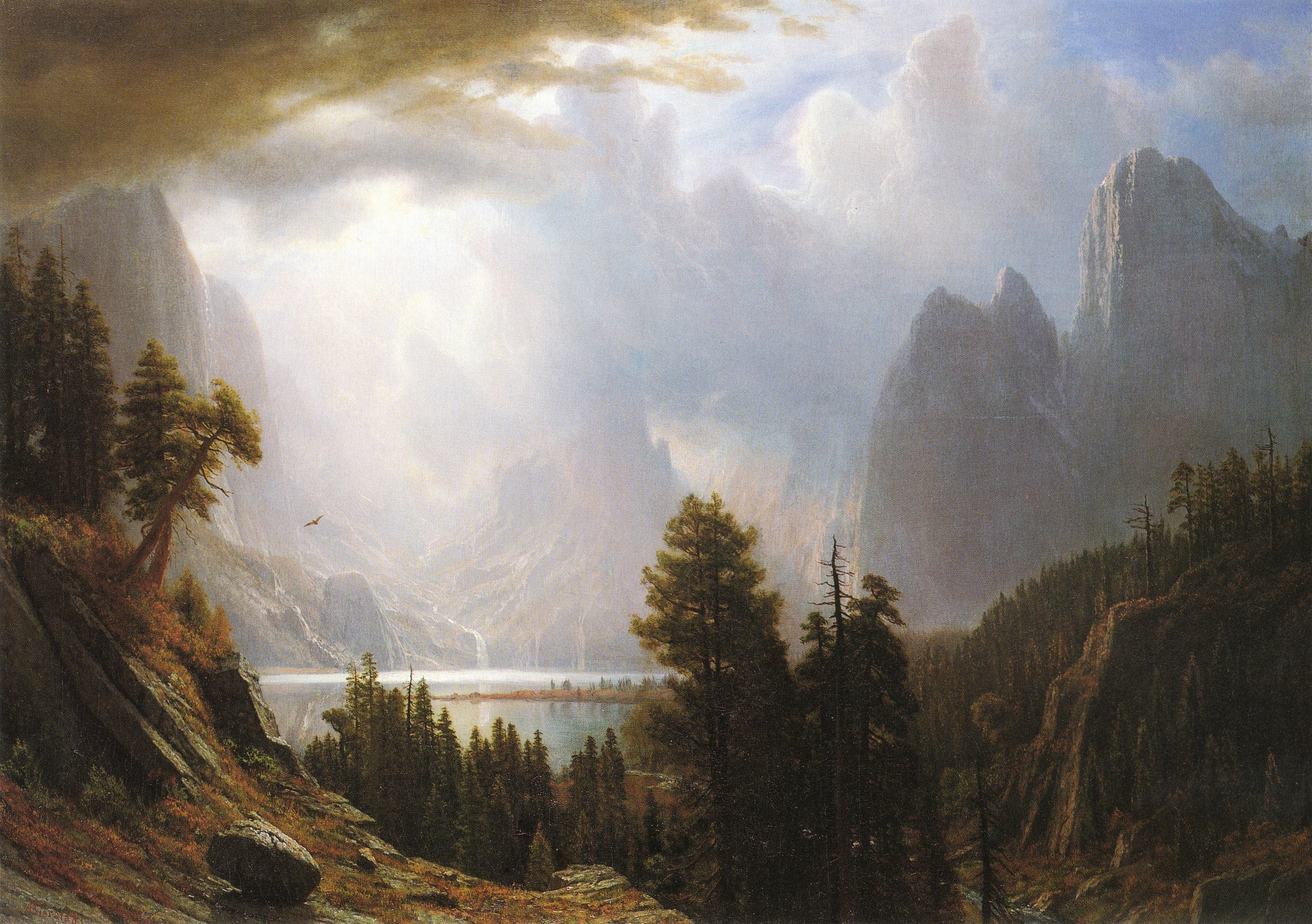
Albert Bierstadt, Landscape, c. 1867-1869
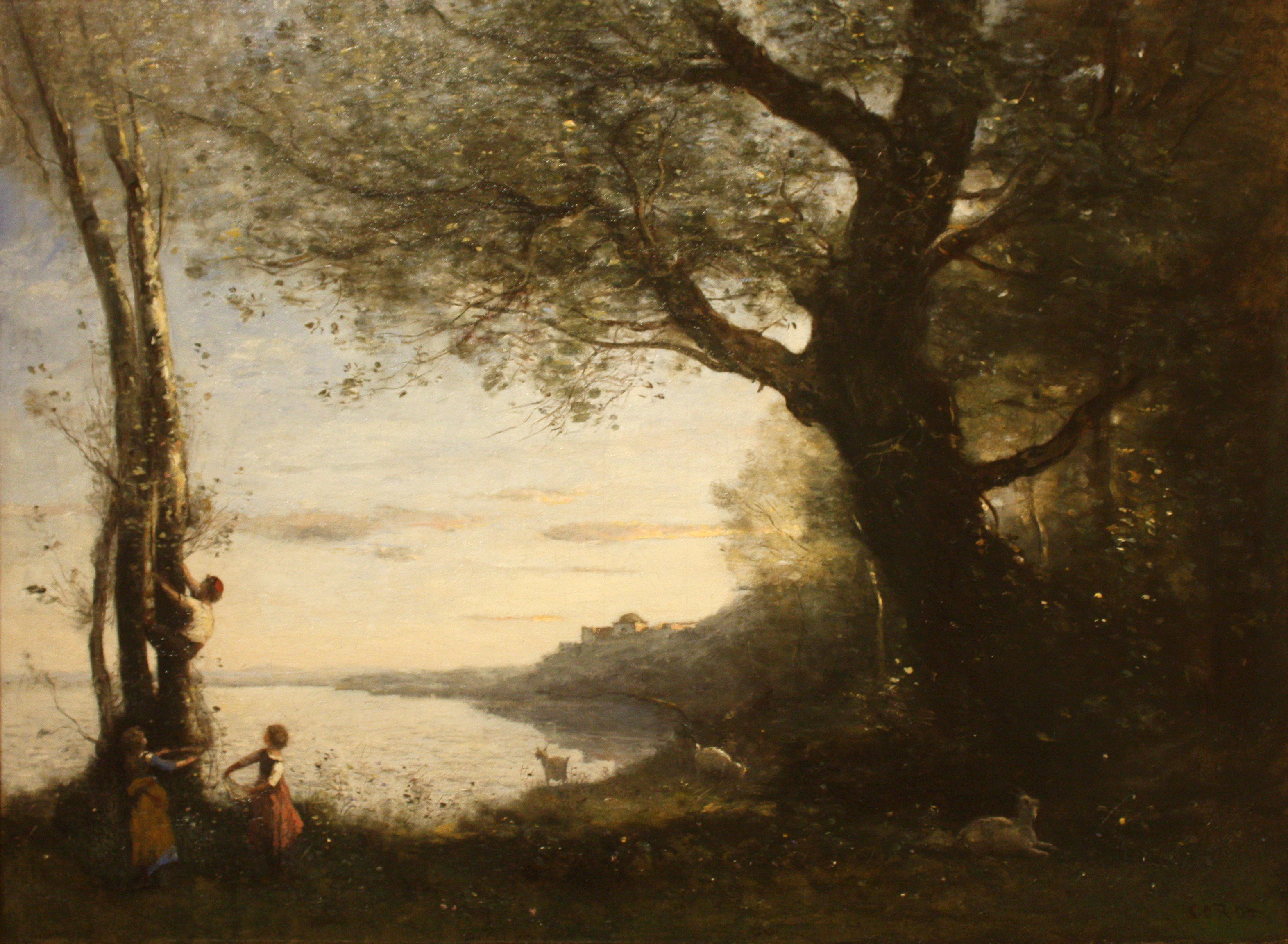
Camille Corot, The Little Bird Nesters, 1873
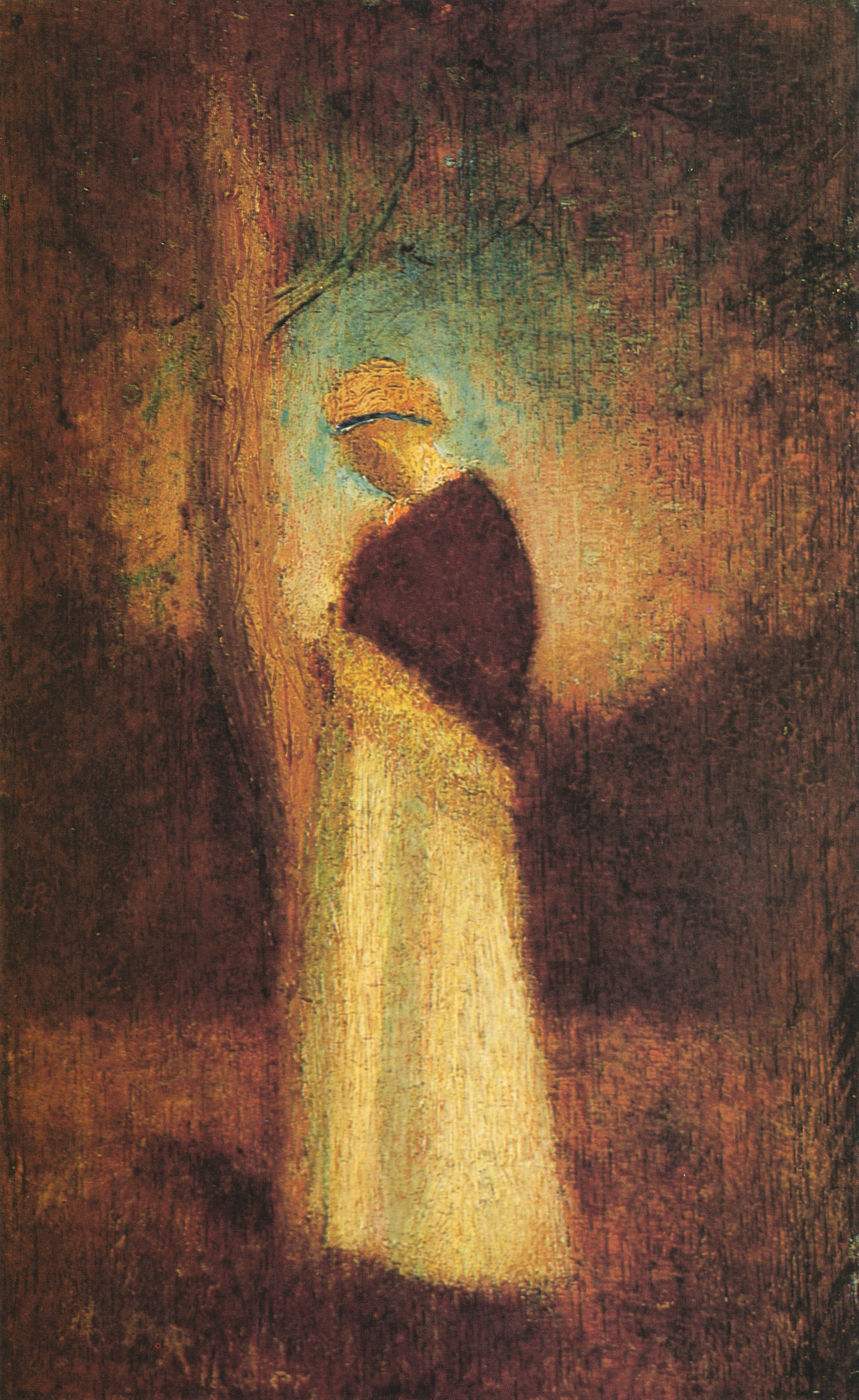
Albert Pinkham Ryder, Spirit of Autumn, 1875
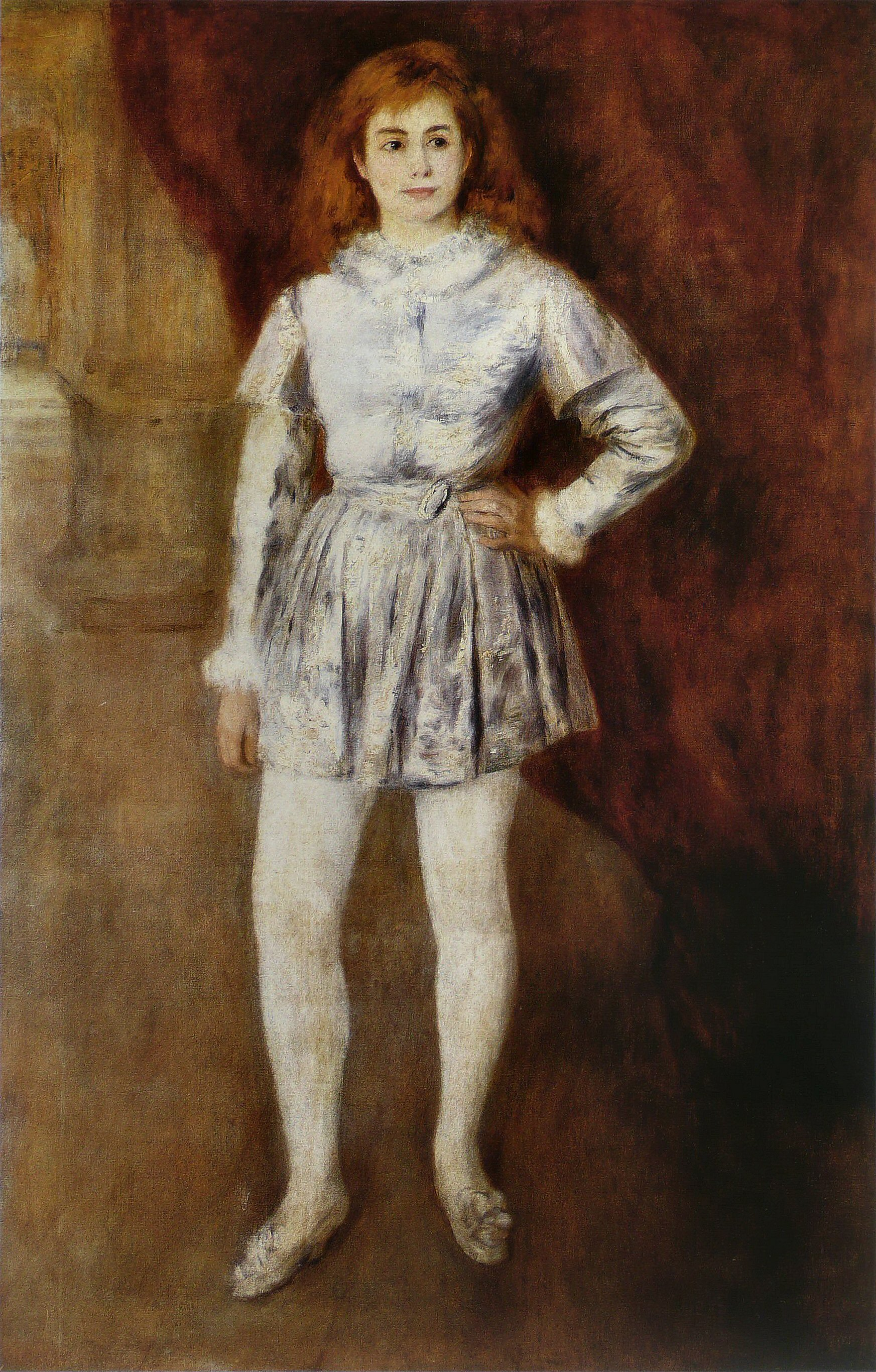
Pierre-Auguste Renoir, Madame Henriot 'en travesti' (The Page), 1875–76
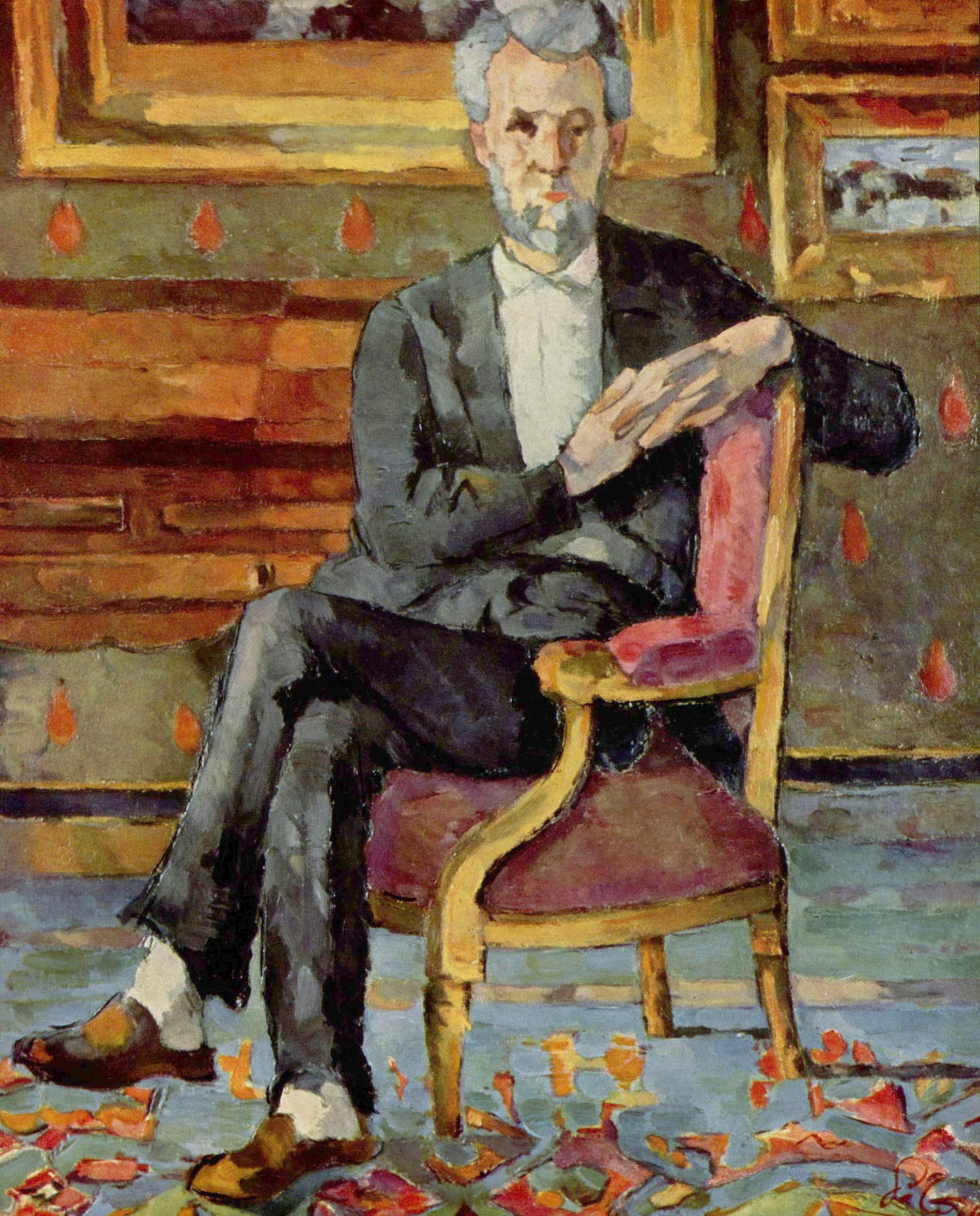
Paul Cézanne, portrait of Victor Chocquet, 1877
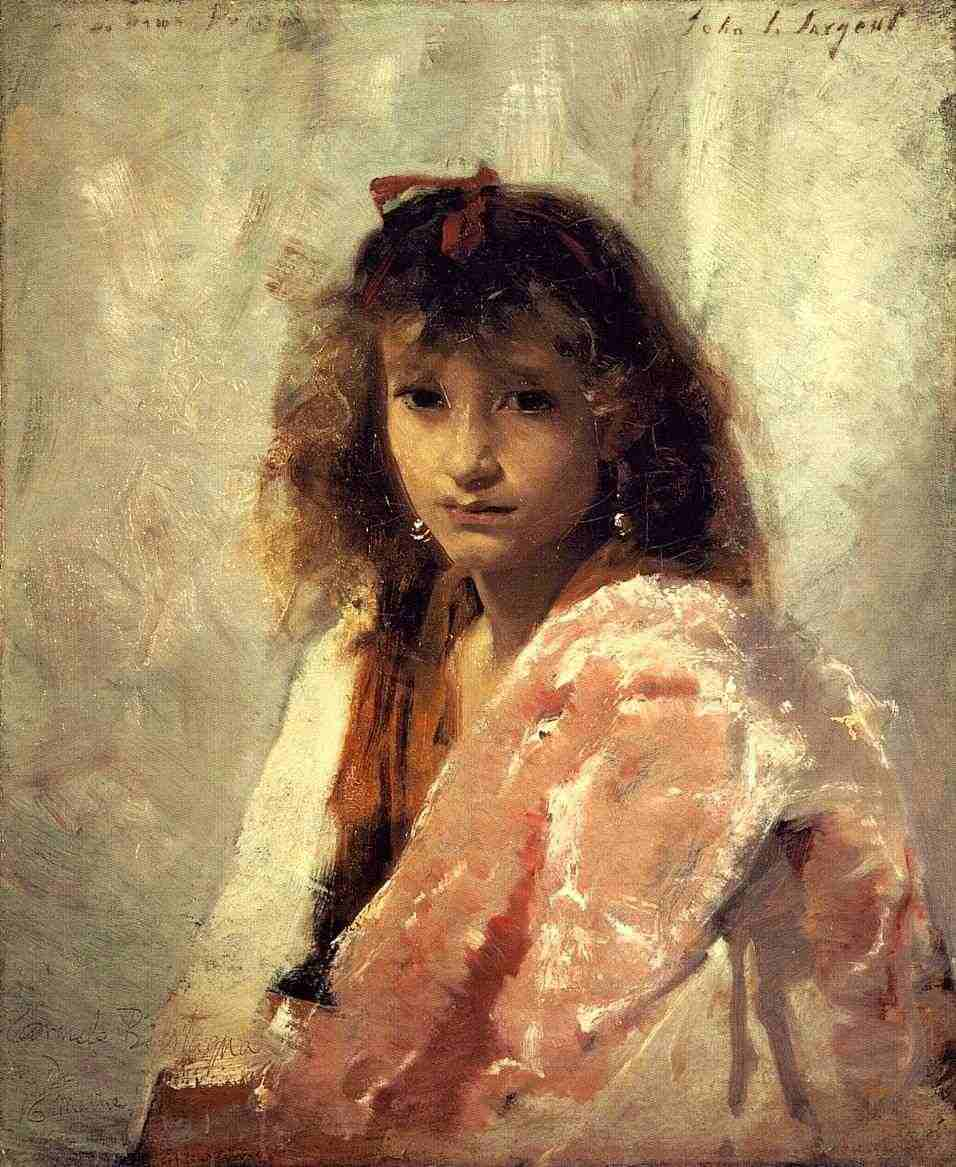
John Singer Sargent Carmela Bertagna Oil on canvas, 1879
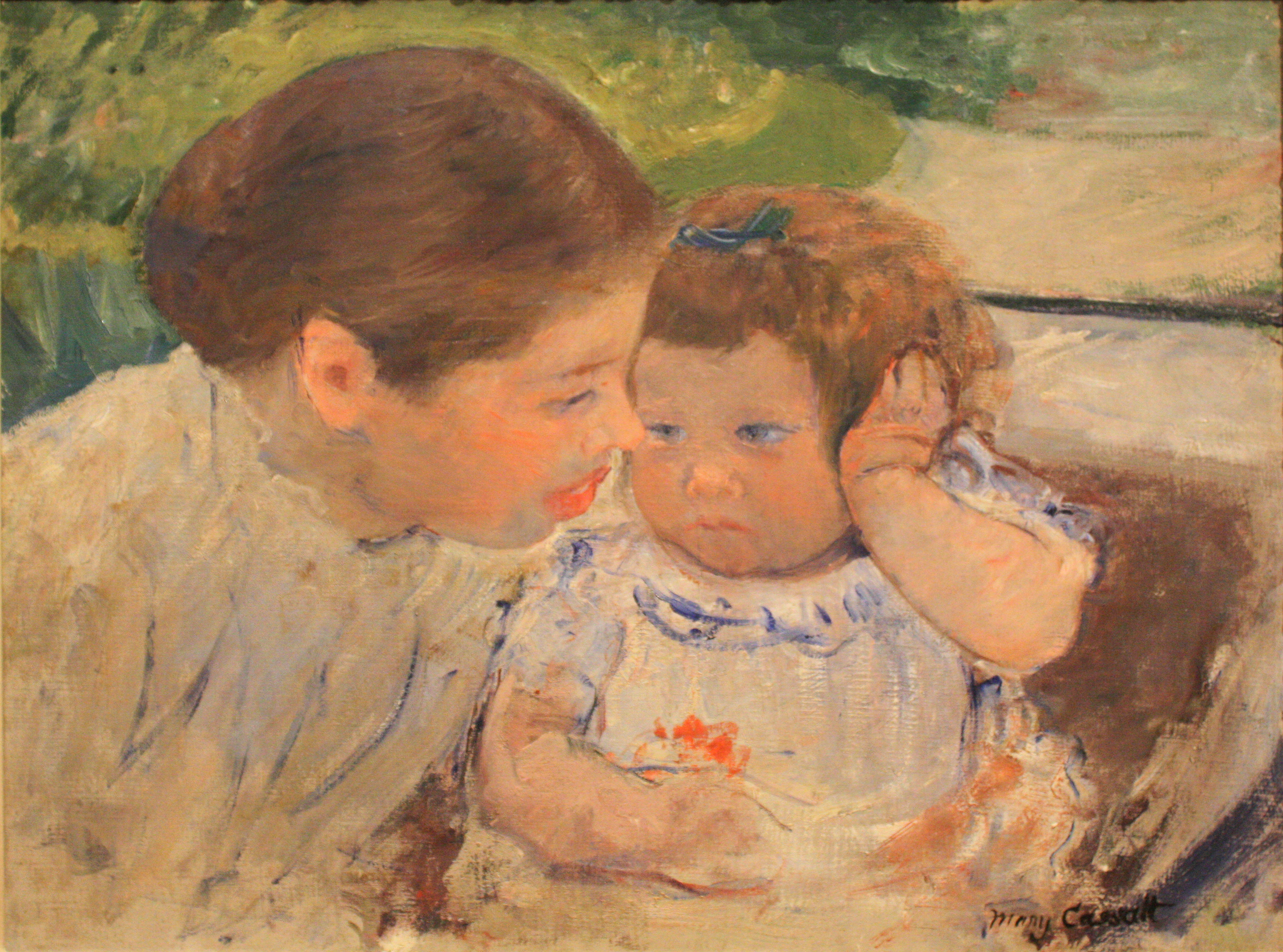
Mary Cassatt, Susan Comforting the Baby No. 1, c. 1881
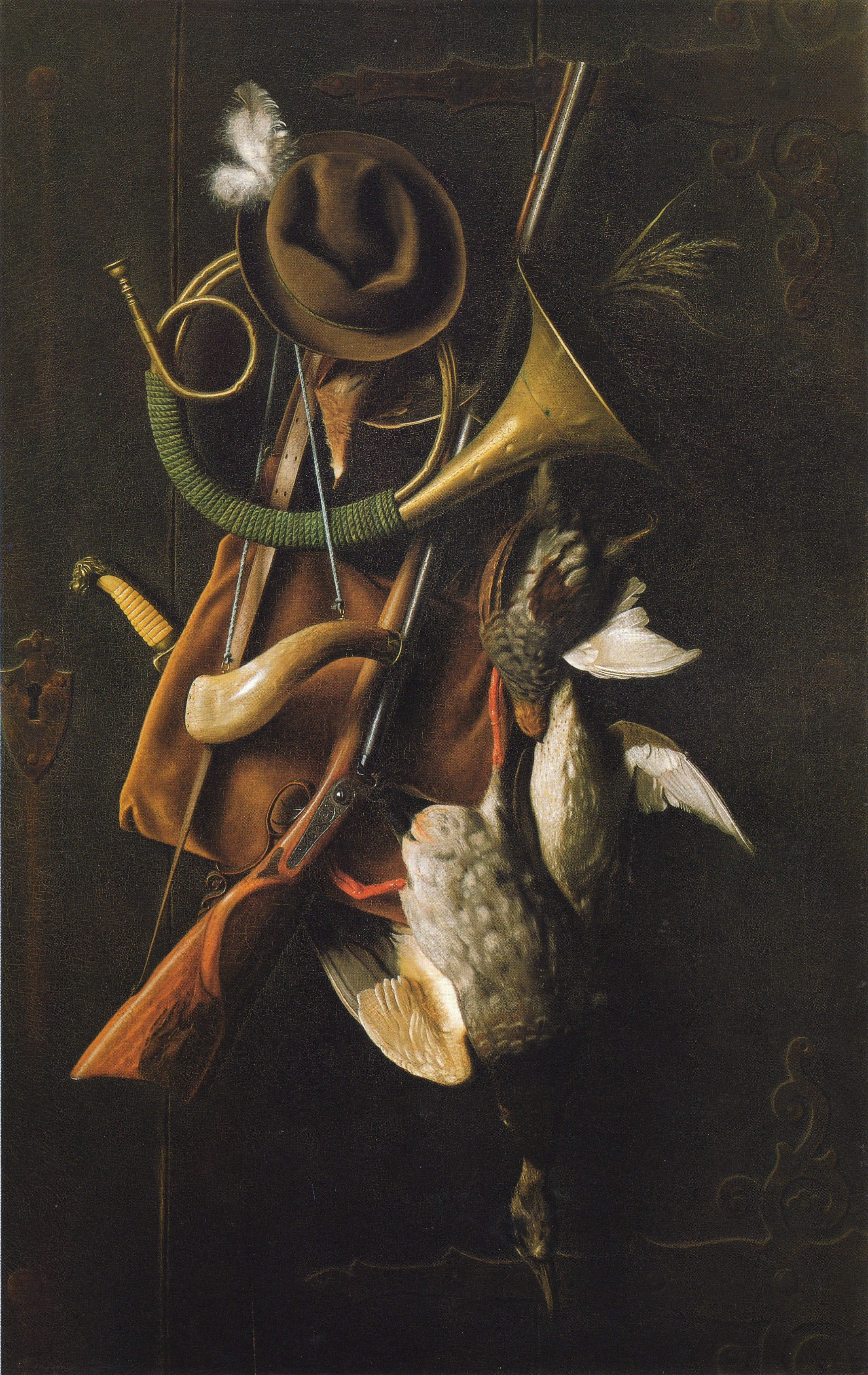
William Michael Harnett, After the Hunt, 1883
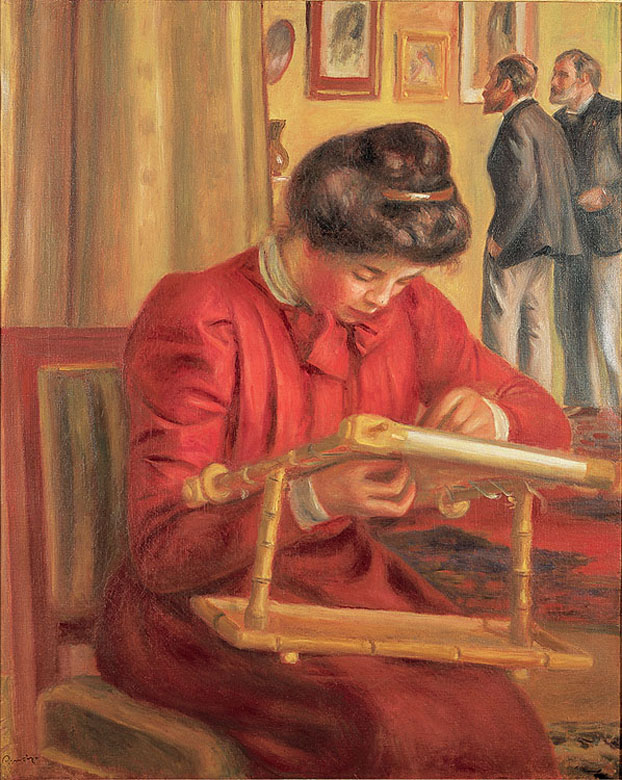
Pierre-Auguste Renoir, Christine Lerolle Embroidering, c. 1895
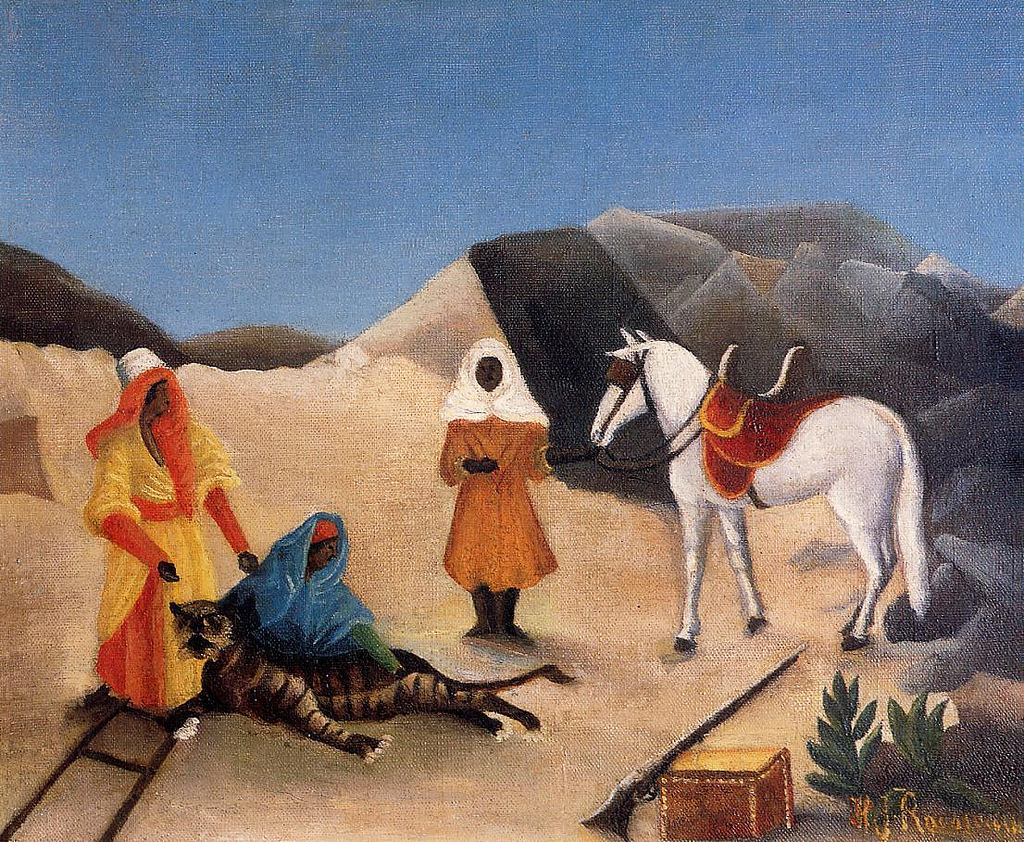
Henri Rousseau, Tiger Hunt, c. 1895
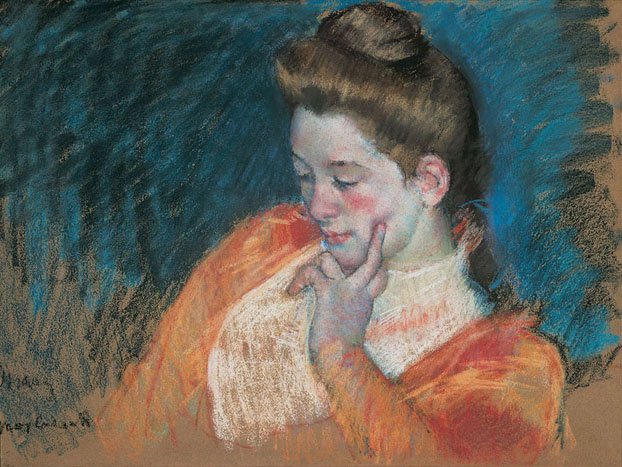
Mary Cassatt Portrait of a Young Woman, Pastel on paper, 1898
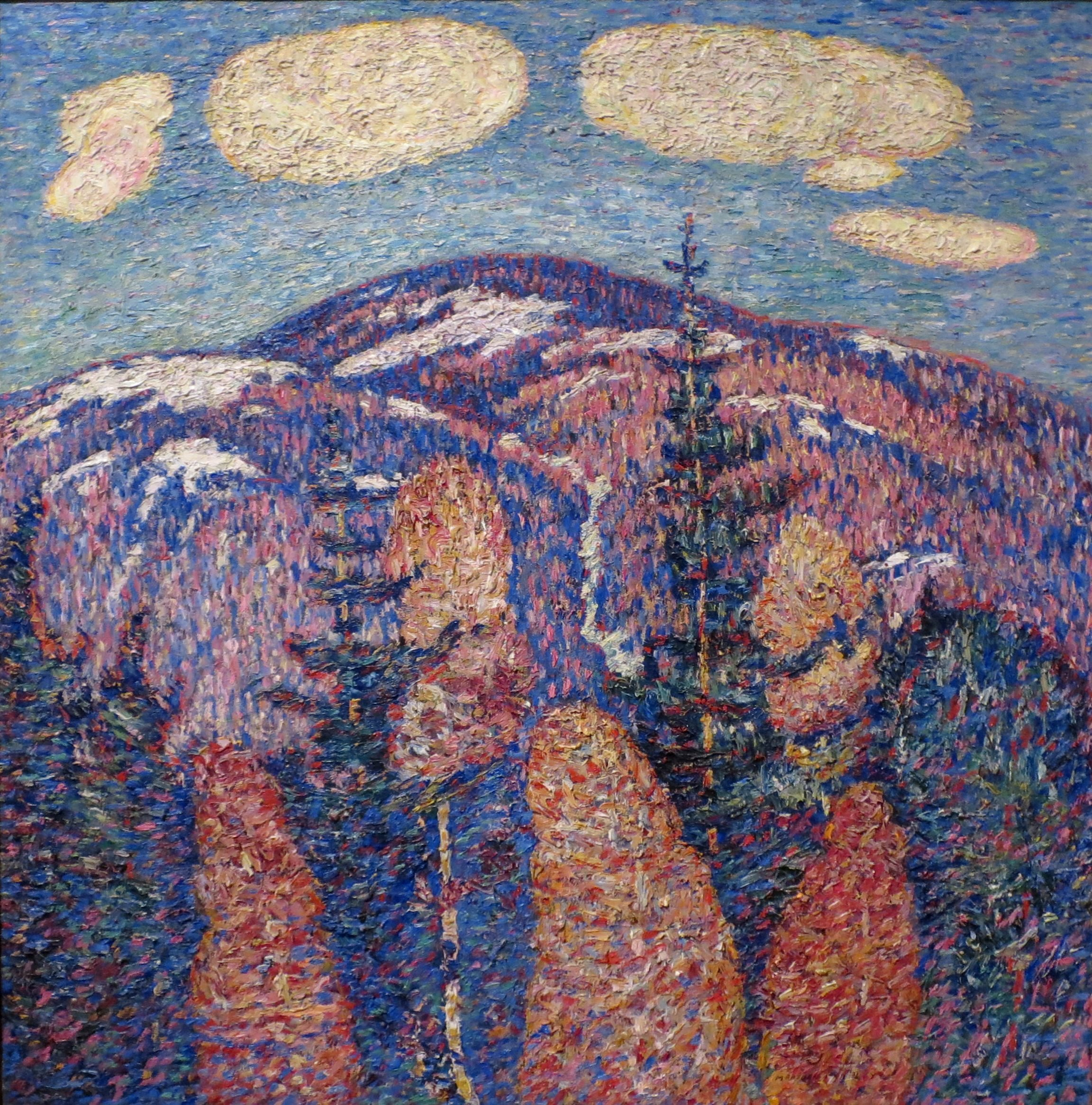
Marsden Hartley, Cosmos, Oil on Canvas, 1908–09
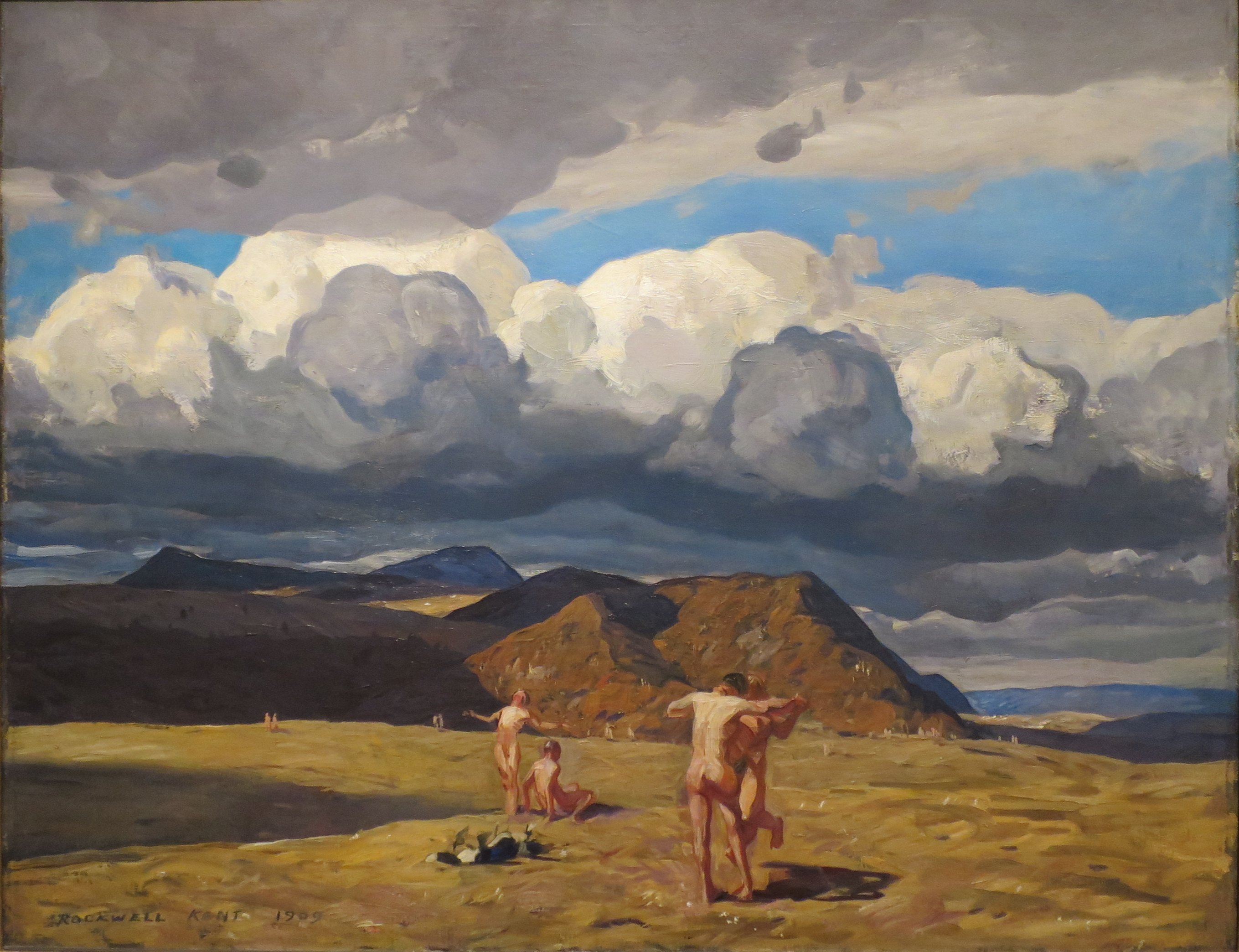
Rockwell Kent, Men and Mountains, 1909
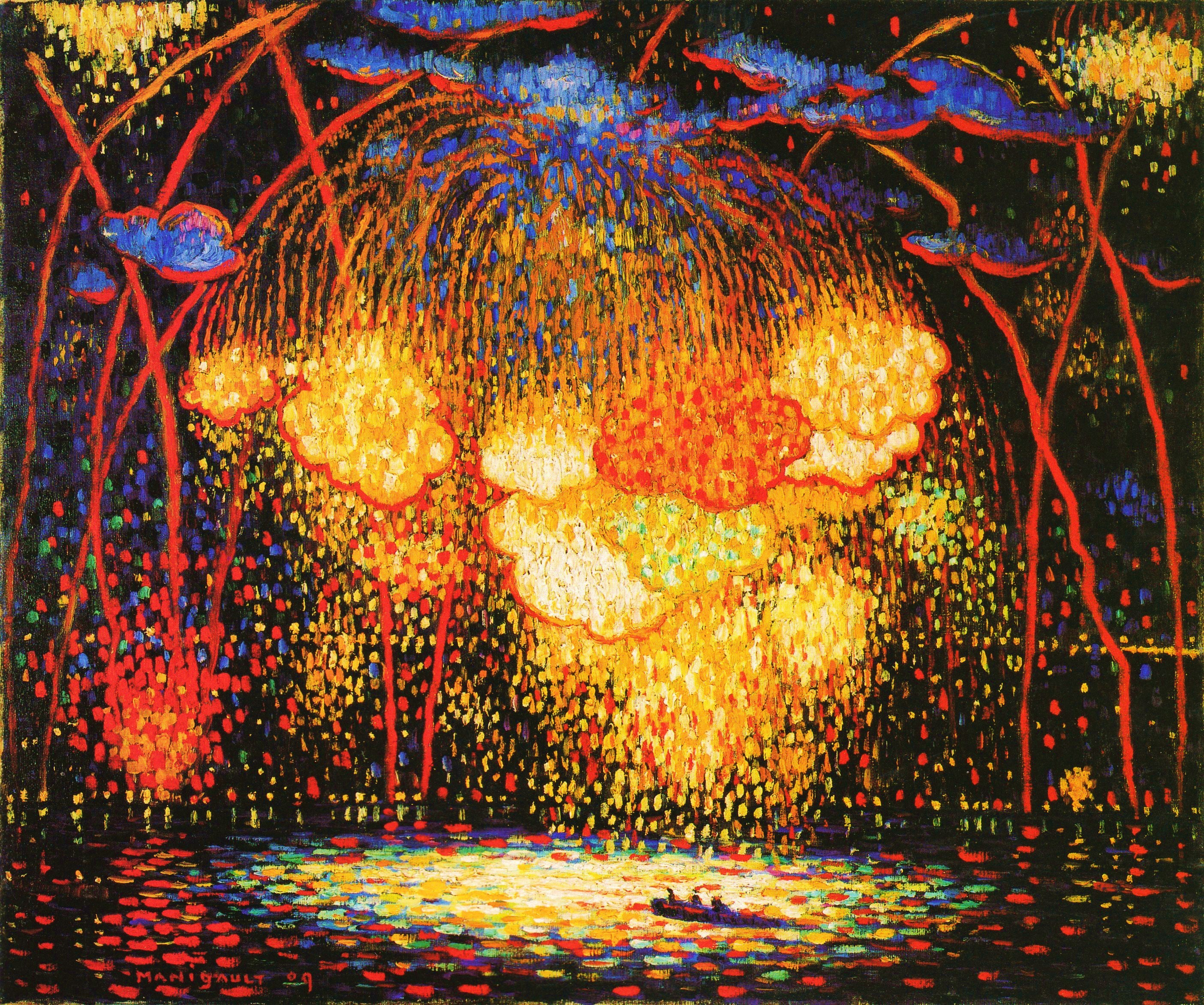
Edward Middleton Manigault - The Rocket, 1909
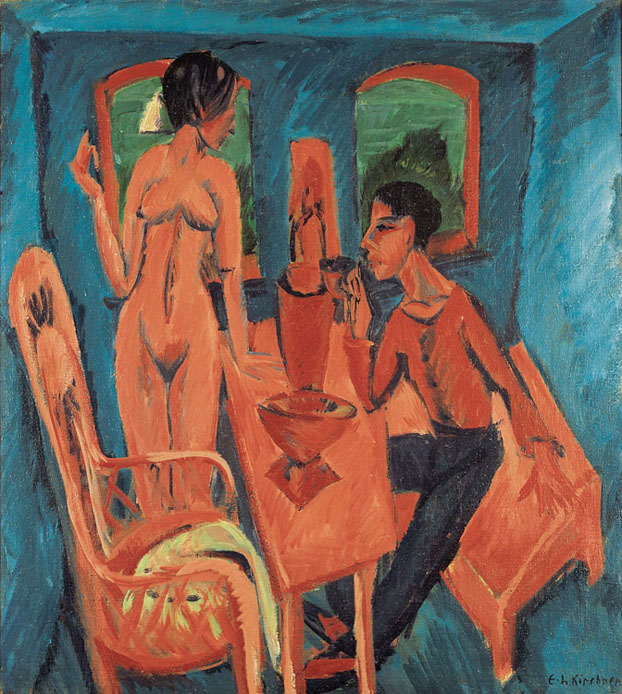
Ernst Ludwig Kirchner, Tower Room, Fehmarn, 1913
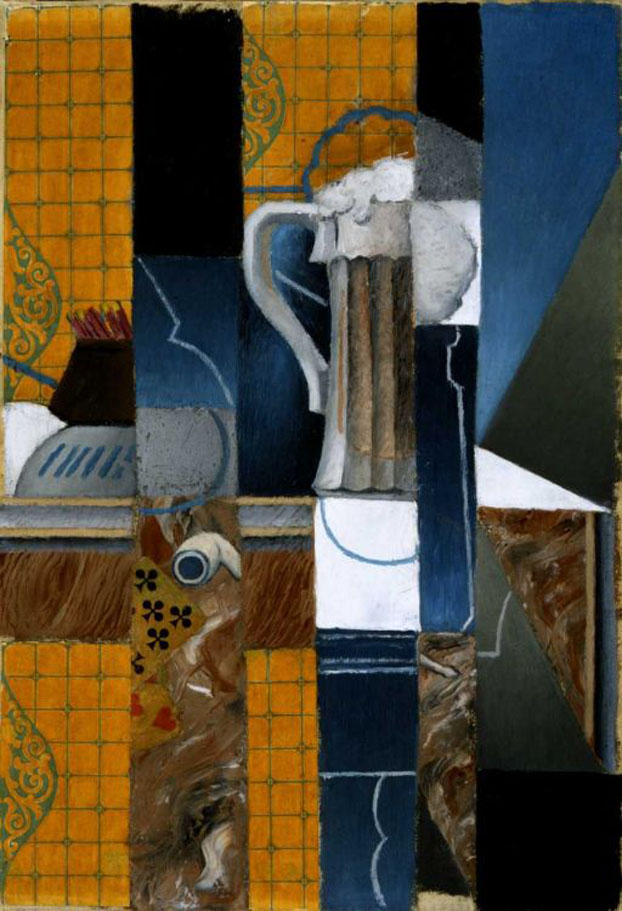
Juan Gris, Glass of Beer and Playing Cards, 1914
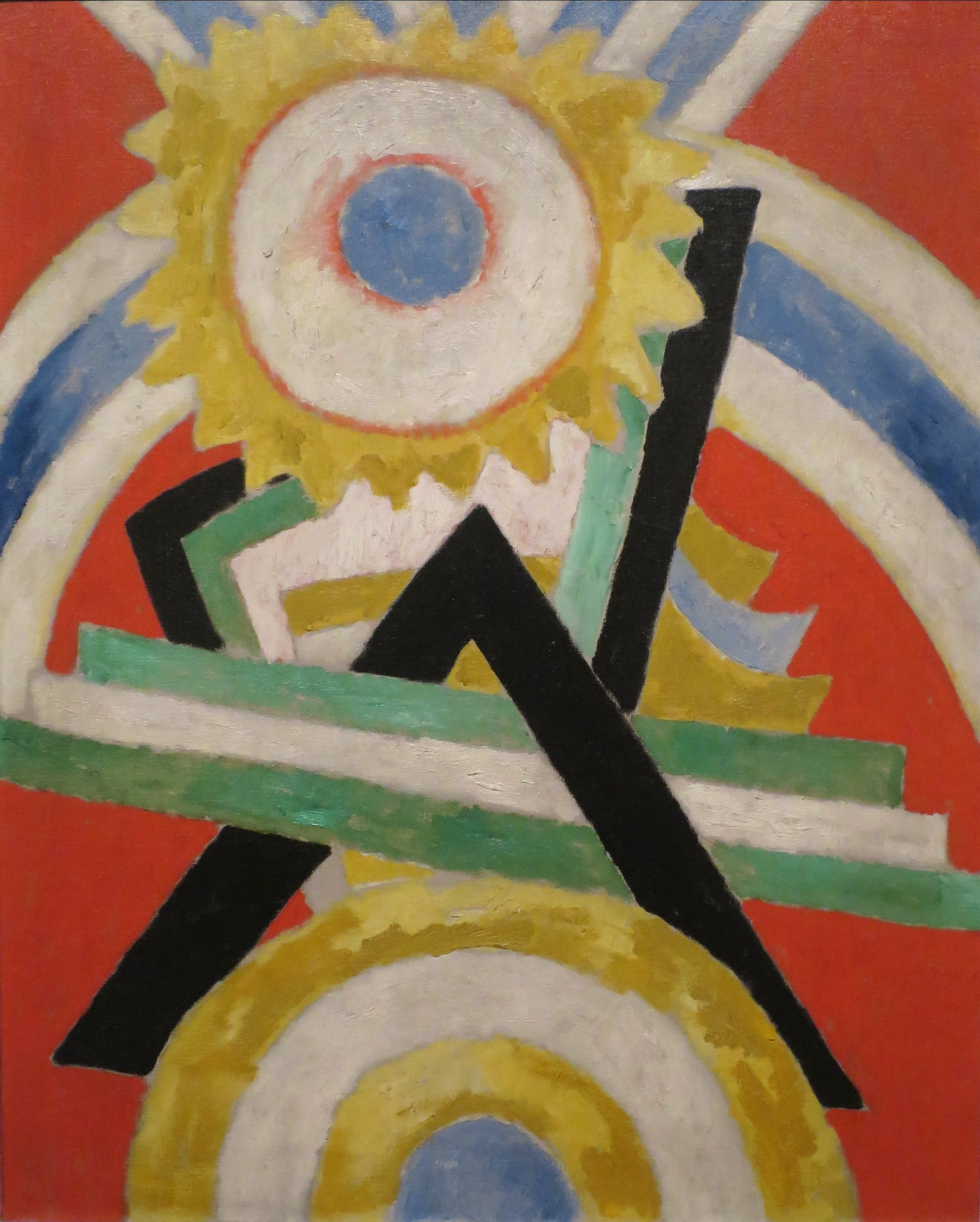
Marsden Hartley, Pre-War Pageant, 1914
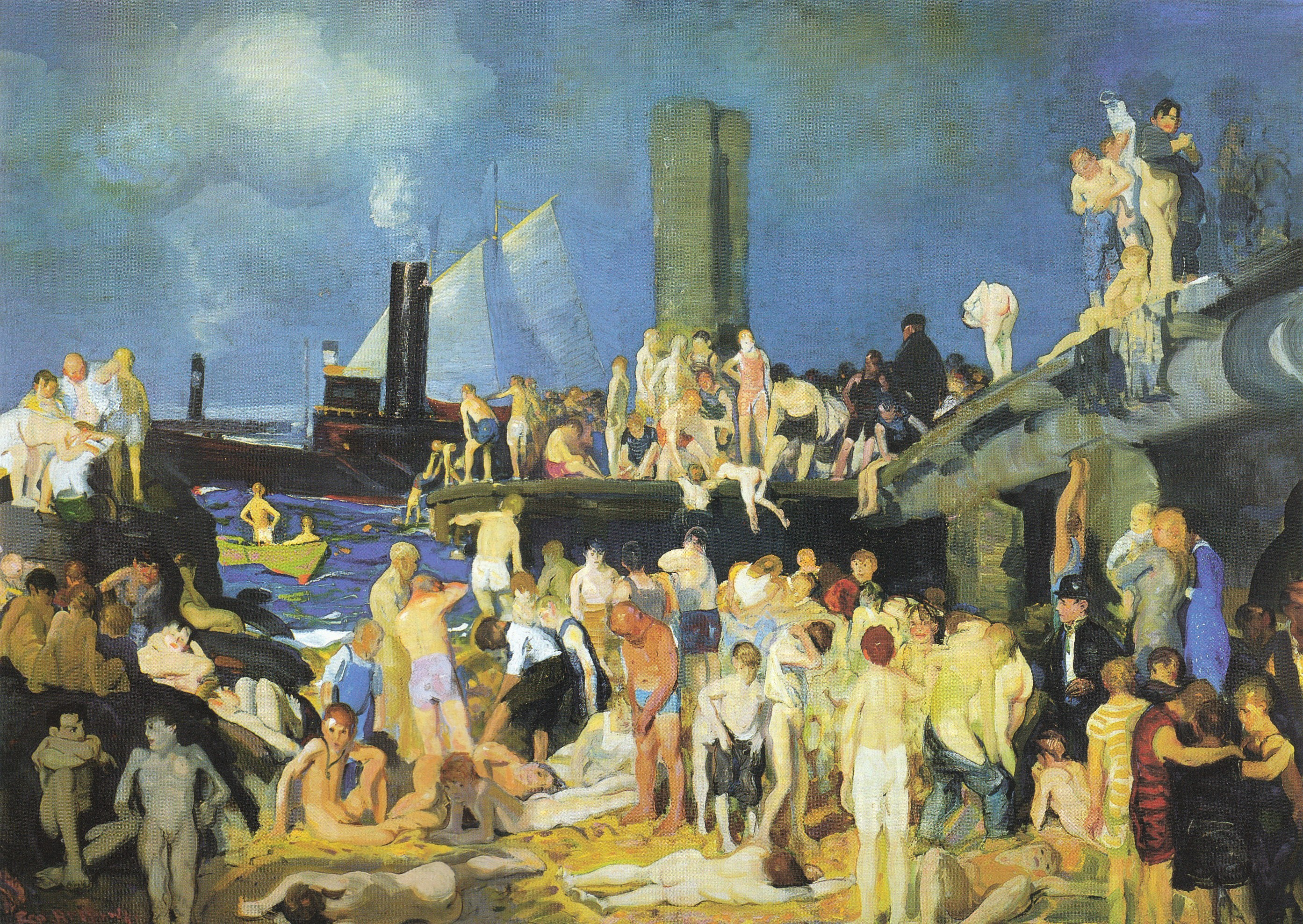
George Wesley Bellows, Riverfront No. 1, 1915
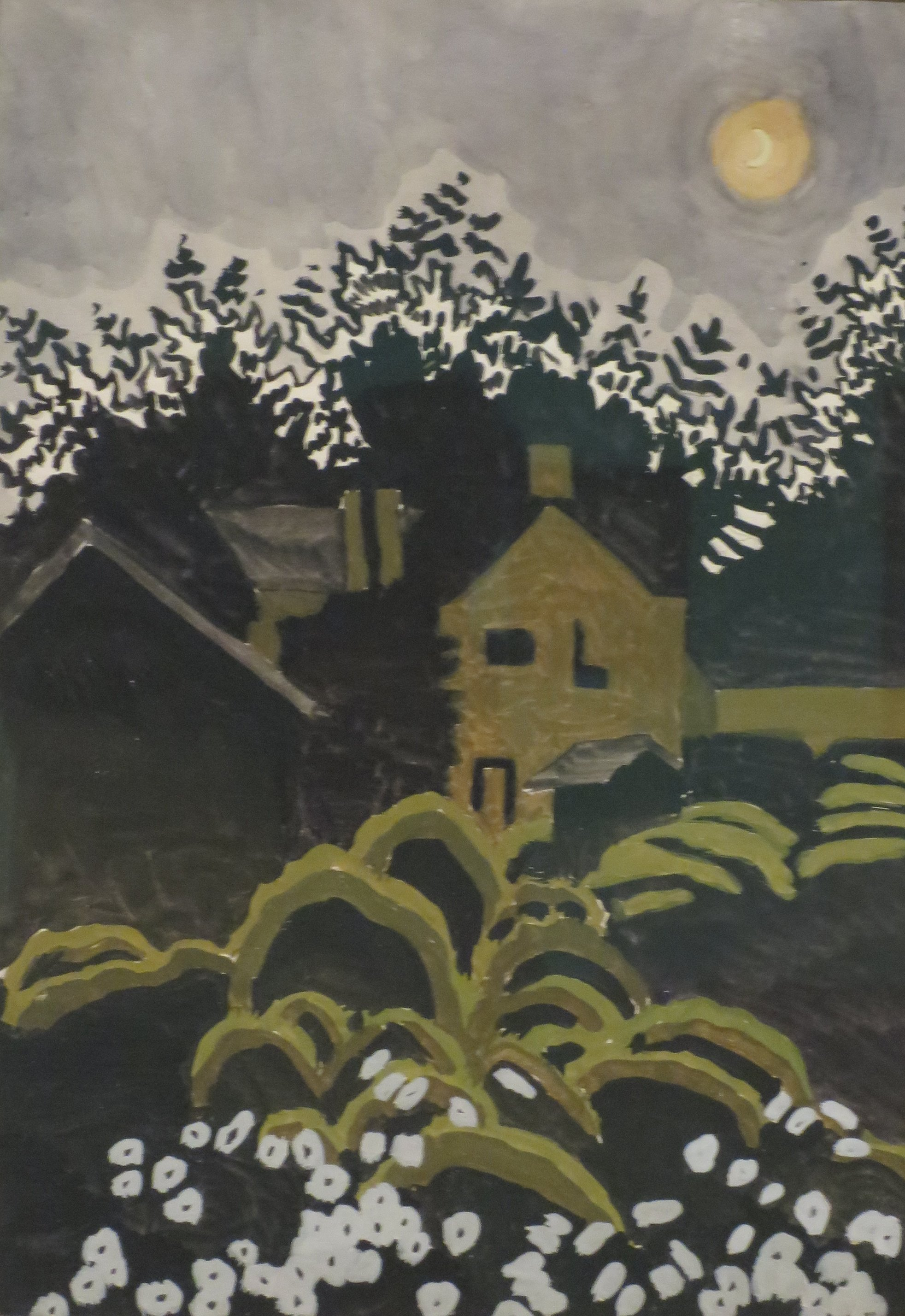
Charles Burchfield, Twilight Moon, 1916
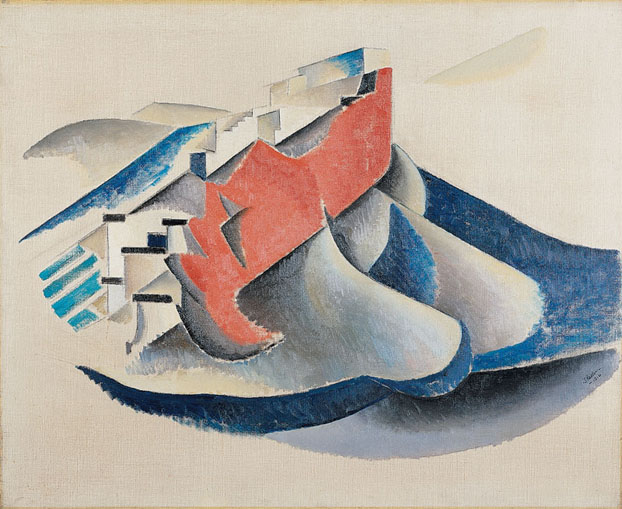
Charles Sheeler, Lhasa, 1916
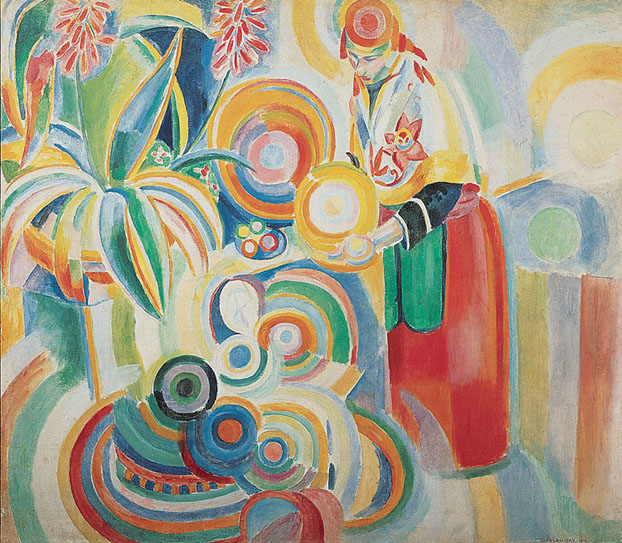
Robert Delaunay, Portuguese Woman, Oil on canvas, 1916
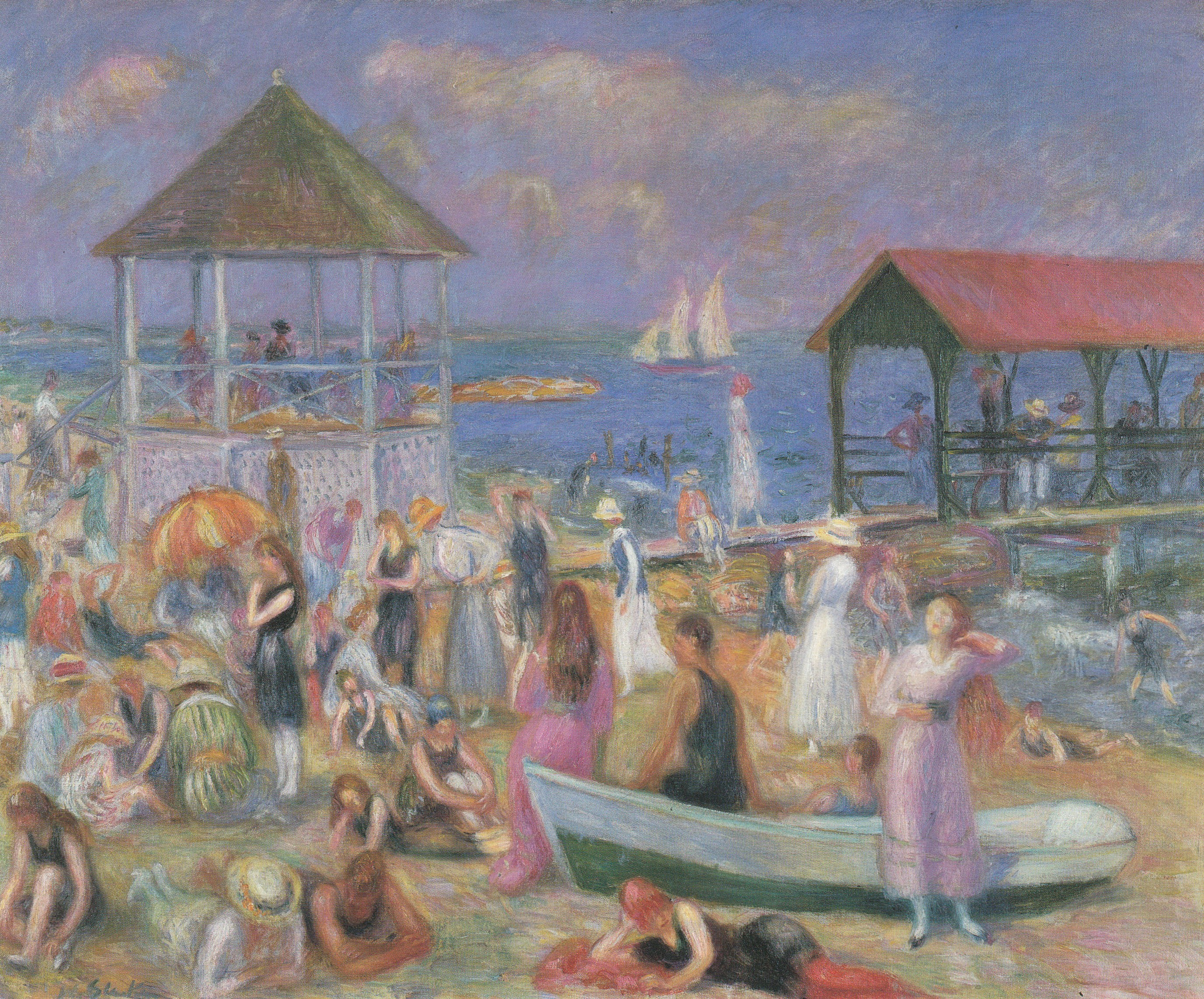
William Glackens, Beach Scene, New London," 1918
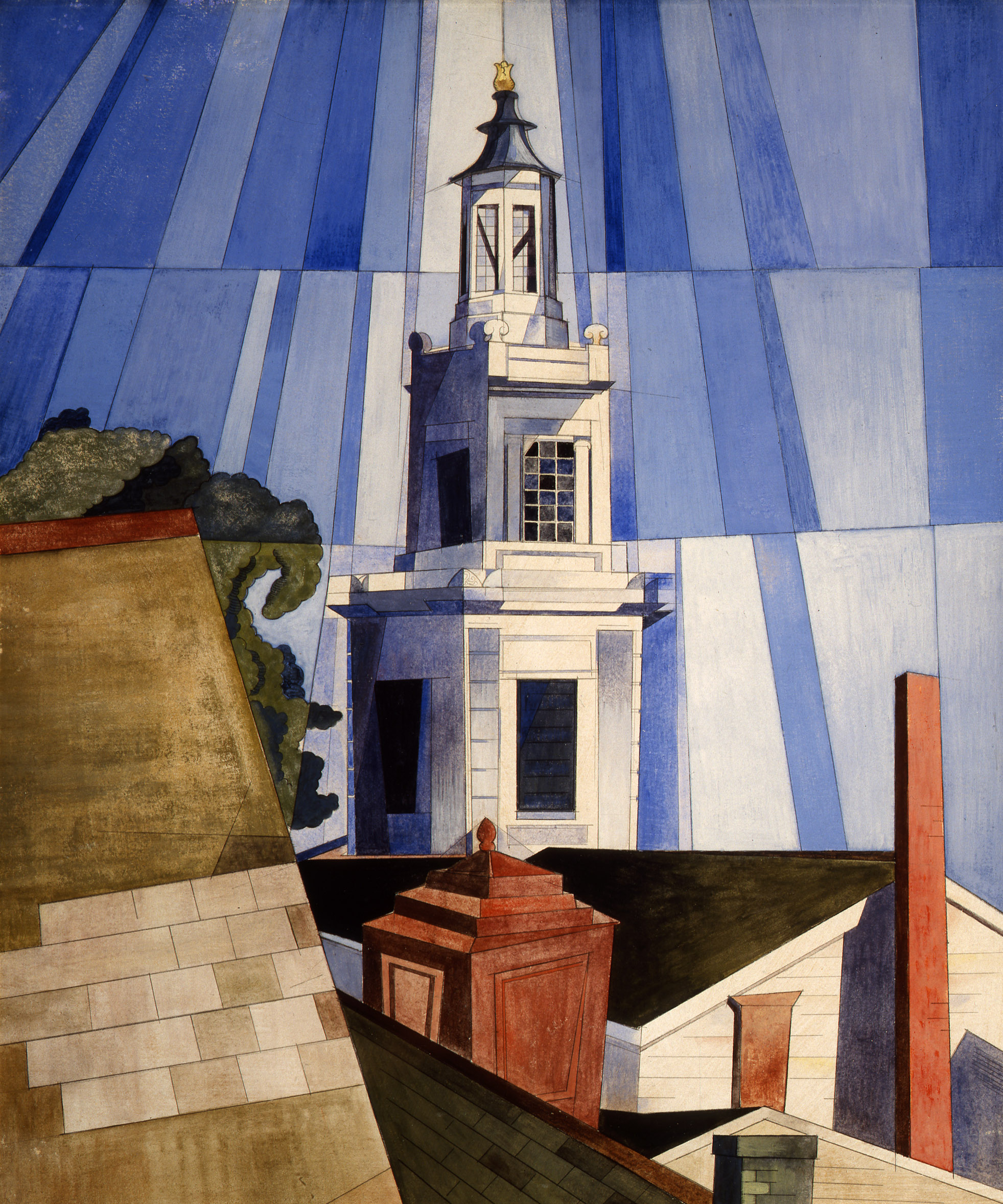
Charles Demuth, The Tower, 1920